# Шиповник
Шипо́вник, или Роза (лат. Rōsa) — род растений семейства Розовые (Rosaceae) порядка Розоцветные (Rosales). По этому роду были названы и семейство, и порядок, к которым он относится. Традиционно в русском языке название «шиповник» чаще используется в отношении природных «диких» видов, а «роза» — для культурных форм и сортов, хотя это правило условно.
В зависимости от классификации ботаниками выделяется от 300 до 500 видов; по современным представлениям на основе системы APG IV насчитывается 405 подтвержденных видов и 2 595 ожидают подтверждения таксономического статуса. Культурных сортов, по одним данным, насчитывается до 10 тысяч, по другим — до 25 и даже до 50 тысяч. На территории России в диком виде произрастает, по разным данным, 48—100 природных видов, многие из них эндемичны. Наибольшее распространение и хозяйственное значение имеет шиповник майский (Rosa majalis Herrm.).
Клетки шиповника содержат не два, а пять наборов хромосом, а такая полиплоидность обычно приводит к бесплодию, мешая нормальному половому размножению. При мейозе Канина (Canina-мейоз) у шиповника только два набора хромосом участвуют в половом размножении, а остальные три копируются напрямую через яйцеклетку. Это позволяет растению передавать исходную часть генома, сохраняя при этом разнообразие. У клонируемых хромосом центромеры крупнее и активнее, чем у остальных. Крупные центромеры на унивалентных хромосомах, обеспечивающие их преимущественное сохранение при делении клетки, содержат множественные повторы специфической для шиповника ДНК и интенсивно связываются с белком CENH3, который влияет на поведение структуры во время деления клеток. Сосуществование у шиповника полового и клонального размножения в одном и том же геноме, контролируемое различиями в структуре центромеры, позволяют шиповнику нарушить стандартные законы наследования, совмещая половое и бесполое размножение в одном организме.

## Название
Русские «роза», «дикая роза» через немецкое посредство (нем. Róse), а варианты «рожа», «рожан», «ружа» через пол. róża, ст.-чеш. růže, róže и в свою очередь от ср.-в.-нем. rôse, были заимствованы из лат. rōsa, которое, в свою очередь, возможно, через этрусский или оскский заимствовано из др.-греч. ῥόδον — rhódon (ср. с названием растения ῥοδοδένδρον — rhododendron «розовое дерево»). Древнегреческое слово (праформа — *ϝρόδον — *wródon, сохранённая в эолийск. βρόδον — wródon, связано с арм. վարդ — vard «роза» и праиран. *ṷṛda-. Отсюда и перс. gul‎ «роза». Возможно, слово «роза» неиндоевропейского происхождения. Похожие формы встречаются в семитских языках (аккад. wurtinnu, др.-евр. ward‬, арам. wardā, араб. ward‎ и среднеперсидск. гетерограф. к перс. gul‎: пехл. wlta от *wrta. Альфред Эрну и Антуан Мейе предположили «заимствование из средиземноморской цивилизации, возможно, семитской, где растение (то есть роза) культивировалось».
В русском языке употреблялось название шиповника собачьего (Rosa canina L.) — «гуляф»: «гуляфная вода», «розовая вода», первоначальное значение которого заимствовано из новоперсидского guläb, guläv от gul «роза» и äb «вода». Ср. с азерб. guläbi «благовонная эссенция».
Название «шиповник» и варианты «шипок», «шипица», «шипец», «шипичник», «шипишник», «шиповный цвет», «шупшина» происходят от несохранившегося прилагательного *шиповьный, образованного от праслав. *šipъ — шип — «стрела, остриё, колючка», и не имеющего надёжной этимологии.
Название «свороборина», «своробовина» (изменённые «свербалина», «сербелина», «серберина», «сербарин», «сербаринник», «сереборенник») произошло от слова «сво́роб» — «зуд», из-за волосистости семян, их вкусовых качеств или действия на кишечник и связано с чередованием гласных с «свербе́ть» от «сверб» — «зуд», от праслав. *svьr̥bĕti, сравнимого с др.-в.-нем. swērban — «крутиться, стирать», латыш. svārpsts — «сверло», др.-исл. svarf — «опилки», гот. af-swairban — «смахнуть».
К шиповнику собачьему применялось также название «терновник». Слово «терновник» образовано от «тёрн», которое через праслав. *tьrnъ — «колючка» восходит к пра-и.е. *(s)ter-n-: *(s)tr̥-n- — «растение с колющим стеблем» с корнем пра-и.е. *ster- — «быть жёстким, твёрдым», «твердеть», «коченеть».
Украинские «троя́нда», «транда́филь» и «трандафира», так же как и болгарские «тренда́фил», «транда́фил», восходят к греч. τριαντάφυλλο — «тридцатилепестной» розе (Rosa × centifolia L.), выращиваемой на Балканах для получения розового масла.

## Ботаническое описание

### Внешний вид

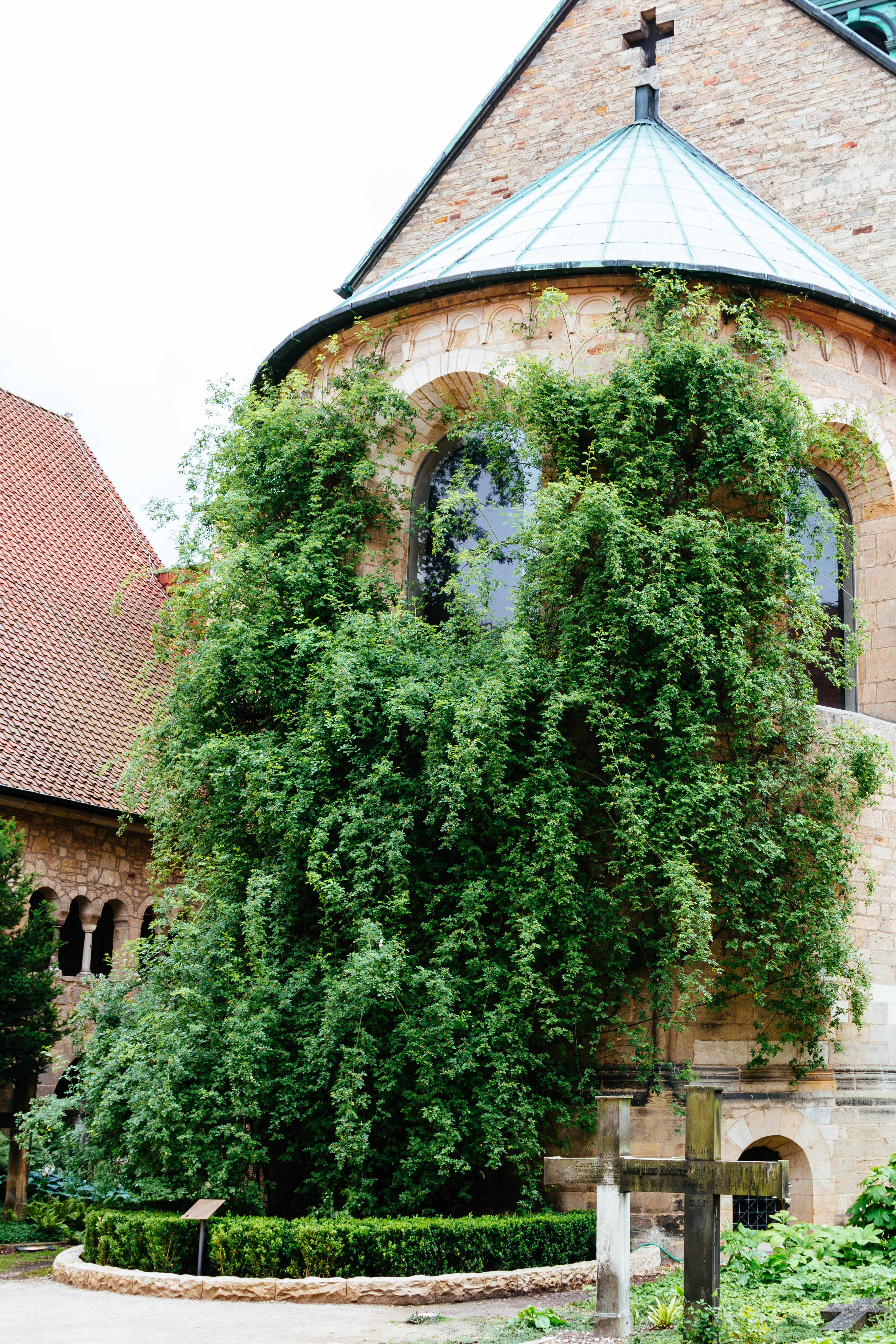
«Тысячелетняя роза» (шиповник собачий) в Хильдесхаймском соборе (июнь 2016)

Шиповники — листопадные кустарники и кустарнички, иногда вечнозелёные, с прямостоящими, лазающими или стелющимися стеблями различной высоты или длины, от 15—25 см до 8—10 м. Высота одних и тех же видов иногда может изменяться в зависимости от условий произрастания.
Обычно шиповники представляют собой многостебельные кустарники до 2—3 м высотой и доживают до 30—50 лет. Но некоторые экземпляры этих видов, достигающие возраста несколько сотен лет, вырастают в целые деревья. Старейшая роза (шиповник собачий) растёт в Германии на территории Хильдесхаймского собора. Её возраст, по разным оценкам, от 400 до 1000 лет. Она достигает 13 м высоты, а обхват её ствола у основания достигает 50 см.
В субтропиках почти повсеместно встречаются вечнозелёные розы-лианы. Если они достигают древовидной формы, то форма ствола у них обычно изогнутая и свилеватая. Существуют сведения о достижении экземплярами этих роз значительного возраста. В США в городе Тумстоуне (штат Аризона) растёт роза Бэнкс (Rosa banksiae), посаженная там в 1885 году. Она занесена в Книгу рекордов Гиннесса как самая большая роза. Обхват её стволиков 3,7 м, занимаемая площадь — 740 м². Весной на ней распускается около 200 000 цветов. На бывшей даче художника К. Коровина в Гурзуфе растут два экземпляра розы Бэнкс, возраст которых предположительно 100 лет. Возраст около двухсот экземпляров розы Rosa ×fortuneana на южном берегу Крыма — 100—150 лет.
Кроме вечнозелёных роз-лиан, встречаются бореальные лиановидные розы, полулистопадные и листопадные. Они развивают один-два побега значительной длины, 5—7 и даже до 9 м длины, которые не могут самостоятельно удерживаться и требуют опоры в виде стволов и крон деревьев. Стебли бореальных роз-лиан не прямостоячие, но и не вьющиеся, как у истинных лиан, поэтому их правильнее назвать полулианами, или лиановидными. К ним относится растущий в дубовых и буковых лесах средиземноморской области шиповник вечнозелёный (Rosa sempervirens), таёжный шиповник Максимовича (Rosa maximowicziana), а также розы-лианы ореховых лесов и арчевников Средней Азии, ельников восточного Тянь-Шаня и дубовых лесов Восточного Кавказа. В отличие от вечнозелёных роз-лиан, возникших в таком виде первоначально, бореальные розы-лианы возникли в ходе эволюции в результате приспособления к условиям густого и влажного леса. Известно, что типично степной вид шиповник французский (Rosa gallica), попадая в сходные условия, приобретает лиановидную форму: его ветви достигают значительной длины, становятся тонкими и вплетаются в кроны деревьев.
Существуют карликовые виды роз, растущие в виде кустарничков, — форме, наиболее приближённой к травам. К ним относится растущий в Средней Азии шиповник карликовый (Rosa nanothamnus); его высота не превышает 30 см. Карликовую форму роста имеет шиповник Эйчисон (Rosa ecae). Одна из форм выращиваемого в горшках шиповника китайского (Rosa chinensis) не превышает в высоту 5 см. Карликовые розы недолговечны. Они зацветают на второй-третий год, а на пятом-шестом году происходит усыхание стеблей и их отмирание.
Некоторые североамериканские виды — шиповник каролинский (Rosa carolina), шиповник листочковый (Rosa foliolosa), шиповник арканзасский (Rosa arkansana) — наиболее близко стоят к травянистым растениям. Они ведут себя как травянистые многолетники: их стебли не одревесневают по нескольку лет и отмирают на зиму, а в последующие годы их одревеснение происходит не полностью. Это свойство является приспособлением к суровому северному климату и короткому вегетационному периоду и наблюдается и у обычных видов (например, у шиповника иглистого) высоко в горах. Травянистые виды шиповников в эволюционной цепи стоят на наивысшей ступени развития, а карликовые виды рассматривались Хржановским как переходные к ним.
| |  |  |  |  |
| Слева направо: обычная форма куста у шиповника собачьего, низкорослая форма шиповника китайского, ниспадающие (ампельные) побеги шиповника Бэнкс, почти травянистый шиповник арканзасский, лиановидный стелющийся шиповник вечнозелёный |  |  |  |  |

### Корневая система
Корневая система стержневая, проникает на глубину до 5 м. Основная масса корней находится на глубине 15—40 см и распространяется во все стороны в радиусе 60—80 см. У некоторых видов шиповника имеется ветвистый каудекс, от которого отходят многочисленные длинные и при этом деревянистые корневища, образующие вегетативные побеги (турионы). Подземные побеги выходят наружу, а часть корневищ отделяется от материнского растения и даёт начало новым растениям. Придаточные побеги образуются сериями по несколько штук, разрастание куста происходит очень быстро. Благодаря этому свойству шиповник быстро образует густые заросли, одно растение разрастается до нескольких метров в диаметре. На этой способности шиповника к патрикуляции (расщеплению материнской особи на несколько частей) основано его размножение корневыми черенками. Но есть виды, не образующие подземных побегов. Корневища живут 8—13 лет.

### Ветви и побеги
Кустовые формы шиповников имеют ветви двух видов: прямостоячие и дуговидные, изогнутые вниз. Они образуют многочисленные вегетативные побеги первого года (турионы), иногда достигающие 1—1,5 м высоты и 10—12 мм в диаметре, с мягкими и тонкими шипами различной величины, в последующие годы цветущие и плодоносящие. Вегетативные побеги шиповника подразделяются на корневищные, стеблевые и побеги кущения, а генеративные относятся к укороченным плодовым побегам. Продолжительность жизни отдельных стволиков 4—5 лет.
| |  |  |  |  |
| Слева направо: ветви шиповника иглистого (Rosa acicularis), шиповника морщинистого (Rosa rugosa), Rosa omeiensis, культурного сорта розы, цветущая ветвь шиповника повислого (Rosa pendulina) — розы без шипов |  |  |  |  |

Побеги ветвистые, зелёные, коричневые, тёмно-красные, тёмно-буроватые, иногда фиолетово-бурые, бурые, чёрно-бурые, коричнево-красные или серые с войлочным опушением; как правило, с прямыми, изогнутыми или крючковидными шипами, часто с примесью многочисленных щетинок и волосков, со стебельчатыми желёзками. Сердцевина круглая.
Шипы расположены попарно или рассеянно, на побегах текущего года более мягкие и тонкие, чем на двулетних или многолетних побегах. В то же время на одревесневших побегах шипов меньше. Шипами бывают усажены также воздушные корни, отходящие от нижней части ствола. У одних видов стебли сплошь покрыты щетинками и шипами, у других шипы располагаются с заметным промежутком друг от друга. Но существуют виды и вовсе без шипов. Таков, например, шиповник повислый. Шипы служат в том числе для удержания ветвей среди другой растительности, хотя основное их предназначение — защита от поедания животными. У некоторых видов на генеративных побегах и цветоножках могут быть мелкие игловидные шипики. Они служат для защиты цветков от посещения их нежелательными насекомыми и другими животными. В то же время испускаемый сопутствующими железистыми волосками аромат не уступает аромату самих цветков, привлекает полезных насекомых.
Почки отстоящие, красноватые, реже иного цвета, голые или волосистые, мелкие, с тремя — шестью наружными почечными чешуями. Чешуйки почек по краям голые или с железистыми ресничками. Листовой рубец обычно узкий и охватывает более половины побега, с тремя листовыми следами.

### Листья
Листья летнезелёные, полулистопадные или вечнозелёные, расположенные на побеге спирально, длинночерешковые, непарноперистые, с парными прилистниками, сросшимися с черешком или редко несросшимися (простые и без прилистников только у шиповника персидского (Rosa persica), 4—12 см длиной и 1—1,5 см шириной, содержат один конечный и несколько пар боковых листочков. У культурных сортов, как правило, пять листочков, а у диких видов семь или девять. У азиатских видов их 13, 15 или даже 19, а у американского Rosa minutifolia всего три листочка. Рахис может быть покрыт шипами. Некоторые виды имеют брактеи, которые представляют собой модифицированные и редуцированные листья. Они встречаются в соцветии на цветоносах или цветоножках и всегда простые.
Листочки по форме от эллиптических до округлых, с клиновидным, округлым или слегка сердцевидным основанием, по краям пильчатые, двояко-пильчатые или пильчато-городчатые, голые или с желёзками; по цвету зелёные, сизоватые, красноватые; жёсткие, кожистые или перепончатые; гладкие или морщинистые (шиповник морщинистый), голые или опушённые, часто железистые; 1—2,5 см длиной и 1—1,5 см шириной. Размер, форма и толщина листочков зависят от условий окружающей среды: температуры, освещённости, обеспеченности водой и влажности воздуха, содержания углекислого газа в воздухе и т. д.
Листочки с одной сильной центральной жилкой и (4)6—13 боковыми. Боковые жилки то слабые, то сильные. Не доходя до краёв листьев, они соединяются между собой и ветвятся к зубцам или же (особенно находящиеся у вершины листочка, дугообразные, коленчатые или вильчато-раздвоенные) оканчиваются в зубцах без петель. Сеть жилок с нижней стороны листочков большей частью ясно заметная, редко выступающая.
Прилистники в основном узкие, надрезанные, зубчатые или перисто-рассечённые, чаще на большом протяжении сросшиеся с черешками. Иногда прилистники расширяются к основанию и переходят в широкие и удлинённые «ушки».
| |  |  |  |  |
| Слева направо: листья Rosa minutifolia, шиповника собачьего, листья с цветком шиповника войлочного (Rosa tomentosa), листья шиповника морщинистого, листья и плод Rosa roxburghii |  |  |  |  |

### Цветки
Цветки обоеполые, 1,5—8 (10) см в диаметре, одиночные или собраны в щитковидные или метельчатые соцветия с двумя — тремя или многими цветками, с прицветниками или без них, с приятным ароматом. Встречаются виды шиповника с неприятным запахом, например, шиповник зловонный (Rosa foetida).
Цветоножка короткая, 0,5—1,7 см длиной. Гипантий яйцевидный, шаровидный, бутылкообразный или кувшинчатый, суженный в зеве, с железистым кольцом на вершине, реже кольцо отсутствует (преимущественно у видов с одиночными, белыми или кремовыми цветками). Венчик крупный, пятилепестный, редко четырёхлепестный и редко полумахровый с бо́льшим или меньшим числом обратнояйцевидных или обратносердцевидных лепестков; красный (часто розовый), жёлтый (до кремового) или чисто-белый, 4—6 см в диаметре. Чашелистики в числе пяти (редко четырёх), листовидные, цельнокрайные или по крайней мере два с боковыми придатками, иногда перисто-рассечёнными, иногда с расширенным остроконечием, до 3 см длиной, направленные кверху или книзу, остающиеся при плодах или рано опадающие, иногда с верхней частью плода. Более тысячи лет назад было сочинено стихотворение-загадка на латинском языке (переведено на русский язык А. В. Цингером). Оно хорошо характеризует форму чашелистиков многих видов шиповника:

Постарайся угадать,
Кто такие братьев пять:
Двое бородаты,
Двое безбороды,
А последний, пятый,
Выглядит уродом:
Только справа борода,
Слева нету ни следа.
 Два чашелистика у шиповника рассечены с двух сторон, два цельнокрайные и один рассечён только с одной стороны. Когда цветок в бутоне, рассечения-бородки закрывают пять щелей между лепестками.
Тычинки многочисленные, свободные, с двухгнёздными пыльниками, прикреплённые к железистому кольцу гипантия, обращённые внутрь.
Пестики многочисленные, сидячие или на коротких ножках, вросшие в цветоложе, расположенные по спирали на дне гипантия. Завязь волосистая, одногнёздная, свободная, сидячая или на ножке, с одной сидячей семяпочкой. Семяпочка с одним покровом. Стилодии свободные или соединены в плотную колонку (при этом многочисленные рыльца, соединённые в пучок, создают удобную площадку для посадки насекомых, расположены на верхушке плодолистика, почти целиком заключены в гипантий или выступают из него, иногда превышают внутренний круг тычинок, голые или опушённые. Стилодий при созревании плода может оставаться на завязи, но быстро увядает и теряет свою форму, как у шиповника морщинистого. Рыльца головчатые, голые или густоволосистые.

### Пыльца
На макроскопическом уровне пыльца шиповника представляет собой очень мелкий порошок жёлтого цвета и состоит из многочисленных вытянутых пыльцевых зёрен.
Пыльцевые зёрна овально-округлые, с постоянным соотношением длины к толщине 2:1, с полюсов трёхлопастные, трёхбороздно-, реже двухбороздно-поровые, с двухслойной экзиной. Внешний слой экзины, определяющий её скульптуру, состоит из полимера спорополинина и небольшого количества полисахаридов. Борозды широкие, длинные, поры крупные, плёнка пор и борозд мелкозернистая, поверхность экзины мелко- и крупнозернистая. Пыльцевые зёрна различных видов схожи между собой и отличаются мембраной апертур, длиной, плотностью борозд и рёбер и плотностью пор. Пыльцевые зёрна шиповника французского заметно отличаются наличием хорошо заметного оперкулума (крышечки), покрывающего дно борозды. Внутренний слой экзины состоит в основном из целлюлозы. В. Г. Хржановский отмечал сходство пыльцевых зёрен родов Rosa и Rubus, что указывает на их родство. У многих видов шиповника пыльцевые зёрна деформированные (у шиповника собачьего до 80 %), иногда в пыльниках их образуется очень мало, или они имеют значительно меньшие размеры.
Для защиты пыльцы от росы цветки закрываются на ночь, днём поворачиваются к солнцу, они также закрываются перед дождём.

### Опыление
Внутренние тычинки имеют меньшую длину, чем наружные. Сначала вскрываются внутренние, затем наружные. Тычинки наружного круга при вскрытии пыльников наклоняются к рыльцам, в результате чего происходит самоопыление. Автогамия совершается только в последний момент цветения; таким образом, устройство цветка рассчитано прежде всего на перекрёстное опыление. Пыльники у некоторых видов вскрываются все одновременно.
В роду очень широко распространена гибридизация и полиплоидия. Большинство диких видов содержат 2n = 14 хромосом (два комплекта) и называются диплоидными. Большее число комплектов хромосом (полиплоидия) встречается как у диких, так и у культурных видов. Чаще всего полиплоидные виды содержат 2n = 28 (четыре комплекта) хромосом (тетраплоидные) или являются гибридами между диплоидными и тетраплоидными видами и содержат 2n = 21 (три комплекта) хромосом (триплоидные). Виды с нечётным числом хромосом являются стерильными и в природе не выживают. Тем не менее, шиповники секции Caninae, содержащие пентаплоидный набор хромосом, являются жизнеспособными, имея необычный способ наследования.
Долгое время считалось, что род характеризуется редукцией опыления и переходом к апомиктическому размножению, при котором зародыши образуются из неоплодотворённых диплоидных яйцеклеток или клеток тапетума. Явление апомиксиса, связанного с псевдогамией, и соматическая апоспория (когда диплоидный зародышевый мешок образуется из клеток нуцеллуса) приписывалось представителям секции Caninae. Исследования последних лет доказывают, что апомиксиса у шиповников не существует. Способ наследования у секции Caninae, ведущий к образованию пентаплоидного набора, заключается в том, что у видов этой секции одна часть набора хромосом передаётся от пыльцы, другая — от яйцеклетки. Этот способ предотвращает рекомбинацию набора хромосом и приводит к относительной стабильности видов, которая характерна и при явлении апомиксиса.
Опылителями являются пчёлы, шмели, бабочки, бронзовки и дровосеки. Вырабатывая большое количество пыльцы, цветки шиповника привлекают внимание опылителей и обеспечивают их пищей, богатой белками и жирами:60.

### Цветение
Цветение шиповника в европейской части России происходит в мае — июне. В фенологических наблюдениях начало цветения шиповника в лесной и лесостепной зонах европейской части России знаменует начало лета:77. Продолжительность цветения 20 дней, а отдельные цветки цветут в течение двух дней (у шиповника майского до 5 дней). У большинства видов цветки распускаются между пятью и шестью часами утра, а на ночь закрываются, защищая тем самым пыльцу от намокания.
В связи с глобальным потеплением сроки начала цветения шиповника смещаются в сторону более ранних, а вегетационный период удлиняется. В связи с этим иногда наблюдается повторное цветение шиповника. К примеру, в районе Кирова в 2001 году при ранней продолжительной весне (на 14 дней больше обычной) и более продолжительном летнем периоде (на 5 дней больше обычного), тёплой и солнечной погоде наблюдалось повторное цветение шиповника коричного в конце августа:124—126.

### Плоды
Плодоносить начинает в трёхлетнем (иногда в двулетнем) возрасте. Обильные урожаи повторяются через три — пять лет, а наиболее обильный урожай — в возрасте четырёх — шести лет.
Плоды созревают в России в августе — сентябре, на Украине — в августе — октябре.
Плод — особой формы многоорешек, называемый цинародием (лат. cynarrhodium), 1—1,5 см в диаметре, увенчан чашелистиками, при созревании красного, оранжевого, пурпурно-красного, иногда чёрного цвета, обычно мясистый, иногда суховатый, голый или покрытый щетинками или шипиками, внутри грубоволосистый, с многочисленными плодиками-орешками на внутренней поверхности гипантия. Красная и оранжевая окраска гипантия обусловлена высоким содержанием каротинов. По форме плодоложа, форме и положению плода в пространстве цинарродий может быть вогнутым (шиповник даурский (Rosa davurica)), округлым (шиповник рыхлый (Rosa laxa)), шаровидным (шиповник Беггера (Rosa beggeriana)), яйцевидным (шиповник Шренка (Rosa schrenkiana)), обратнояйцевидным (шиповник колючейший (Rosa spinosissima)), эллипсоидальным (шиповник собачий), веретеновидным (шиповник Альберта (Rosa albertii), шиповник иглистый), кувшинчатым (шиповник красно-бурый (Rosa rubiginosa) и шиповник Федченко (Rosa fedtschenkoana)), грушевидным (шиповник кожистолистный (Rosa coriifolia) и шиповник гладкий (Rosa laevigata)):35—36.
| |  |  |  |  |
| Слева направо: плоды шиповников морщинистого, калифорнийского (Rosa californica), красно-бурого, колючейшего, повислого |  |  |  |  |

Орешки односемянные. Орешек по форме может быть гранистым (шиповник иглистый), по очертанию продолговатым (шиповник Федченко):36—40. Эндокарпий толстый, со сросшимся швом. Семена с крупным зародышем, без эндосперма. Семенная кожура тонкая. Срок сохранения всхожести один — два года. Масса 1000 семян — 6—6,6 г.
Семена относятся к труднопрорастающим, с глубоким комбинированным покоем вследствие слабой водопроницаемости плодовой оболочки и наличия ингибиторов, накапливающихся в гипантии в процессе созревания. Для прорастания семян большинства видов требуется длительная стратификация. Семена множества видов нуждаются в стратификации при 3—5 °C в течение шести месяцев или выдерживании со второй половины зимы под снегом. В обычных условиях семена всходят на второй — третий год. В первый период прорастания шиповник требователен к усиленному фосфорному и умеренному калийному питанию. Повышенные дозы азота в любом сочетании с фосфором и калием задерживают прорастание. С появлением настоящих листочков усиливается потребление фосфора и калия, а затем и азота.
Дикие виды шиповника размножаются семенами, делением кустов, отпрысками и черенками.

## Распространение и экология
Шиповник распространён в умеренной и субтропической зонах Северного полушария, а также изредка в горных районах тропического пояса. Отдельные виды шиповника проникают на север вплоть до полярного круга, а на юг до Эфиопии, Аравии, Северной Индии и Филиппинских островов, в Северной Америке до Мексики. Особенно благоприятные условия для его произрастания находятся в области от Средиземноморья до Гималаев и далее в Восточной Азии.
Некоторые виды имеют очень широкий ареал. Шиповник иглистый (Rosa acicularis) распространён в большинстве районов высоких широт Северного полушария, а также в Японии на островах Хоккайдо и Хонсю в высоких горах на побережье Японского моря, на Сахалине, в Китае, на Корейском полуострове, в Сибири и на Камчатке. Очень широко распространён по всей Европе шиповник собачий. Его можно встретить и в горах Средней Азии, в Иране и на Кавказе. Шиповник майский (Rosa majalis) распространён по всей Северной и Центральной Европе, территории бывшего СССР, за исключением юго-запада. Ареал молодого плейстоценового шиповника колючейшего (Rosa spinosissima) протянулся через всю Евразию от Атлантического до Тихого океана. Этот ареал находится в состоянии становления в пределах 100—130° восточной долготы. Он образует множество гибридов с членами секции Caninae, более 30 видов из которой произрастает в Европе. Не меньший ареал имеет в Евразии и шиповник бедренцелистный (Rosa pimpinellifolia), также образующий гибриды с членами секции Caninae.
Наибольшее разнообразие морфологических признаков присуще шиповникам-лианам субтропической зоны, в которой можно встретить вечнозелёные, полулистопадные и листопадные виды, виды с белыми, красными и жёлтыми лепестками, с рано опадающими и сохраняющимися до полного покраснения плода чашелистиками, цельными или несущими по краю нитевидные или перистые придатки, со свободными, рано опадающими (шиповник Бэнкс (Rosa banksiae)), сросшимися цельнокрайными (шиповник мускусный (Rosa moschata)) и сросшимися гребенчатыми (шиповник многоцветковый (Rosa multiflora)) прилистниками. Такое же разнообразие можно заметить в строении гинецея, соцветия, листа и т. д. Морфологические разнообразие, площадь и разорванность ареала и наличие большого количества палеоэндемов указывает на наибольшую древность роз-лиан.
Для субтропической зоны Европы, Азии и Африки характерны вечнозелёные розы-лианы с белыми цветками и сросшимися столбиками. Все они обладают метельчатыми и метельчато-щитковидными многоцветковыми соцветиями, а также беспорядочно рассеянными шипами. Они характеризуются также более-менее перистыми чашелистиками, опадающими до покраснения плодов. Современный ареал их невелик и разорван. На север от него распространены белоцветковые полулистопадные и листопадные белоцветковые виды.
Широкое культивирование роз и шиповников во многих странах мира привело к тому, что некоторые виды и ранние гибриды нашли благоприятные условия и натурализовались в природных условиях и в сельской местности по обе стороны от экватора.

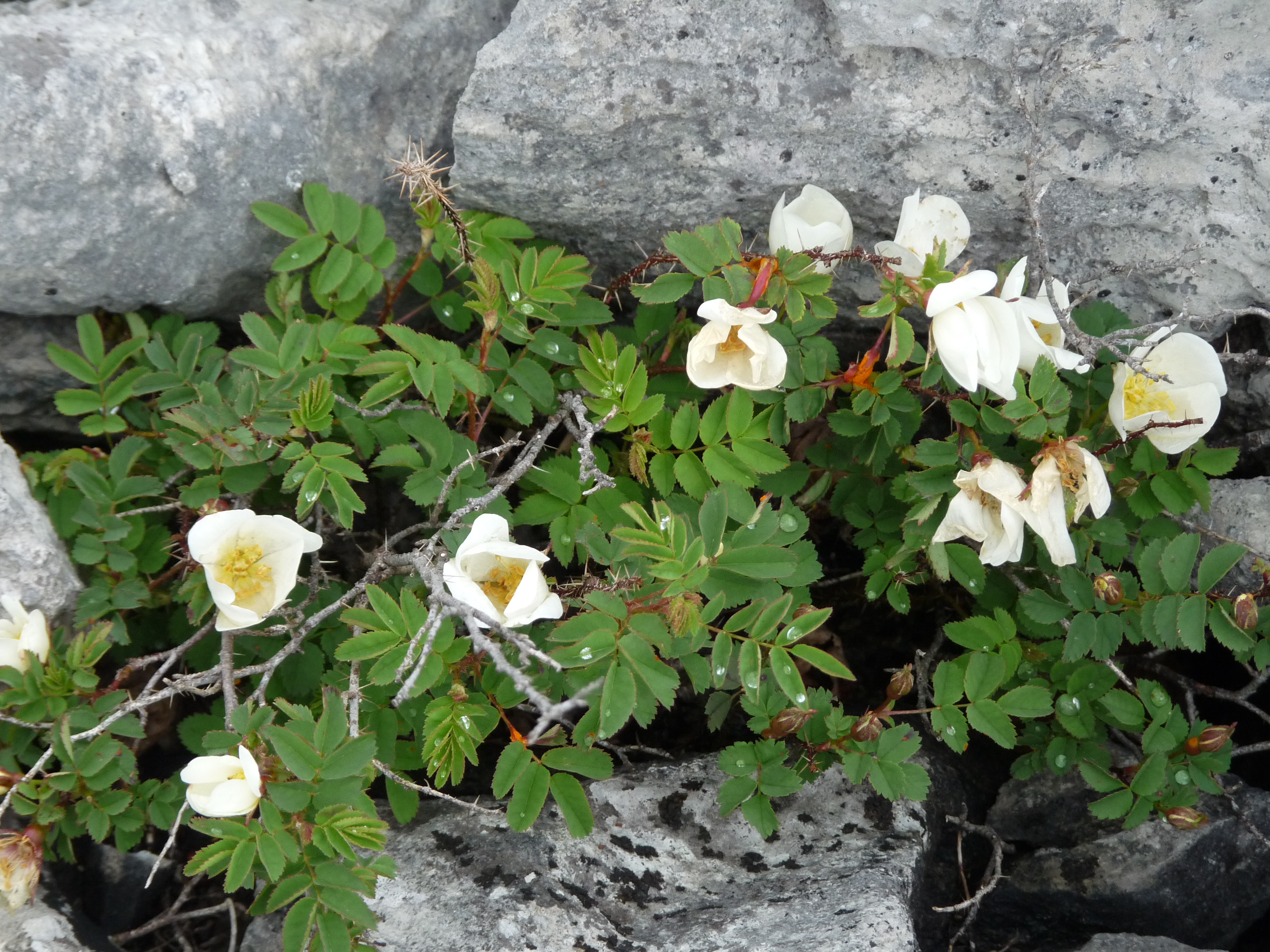
Шиповник колючейший (Rosa spinosissima) может расти на скалах, он образует ксерофитные розарии в западном Предкавказье

Растёт одиночно или группами по опушкам и в подлеске хвойных, лиственных и смешанных лесов, в редколесьях, пойменных и байрачных лесах:354, вдоль рек, у родников, на сырых лугах, на скалистых и глинистых обрывах, на равнинах и в горах на высоте до 2200 м над уровнем моря. Шиповники Максимовича и морщинистый занимают морское побережье Дальнего Востока, иногда поднимаясь по долинам рек. Шиповник в основном приурочен к лесной зоне, но образует кустарниковый ярус в лиственничных лесах по долинам рек сибирской континентальной тундры, в урёмных лесах зауральских степей:190, например, в северной части долин рек Урала и Эмбы:265. Отдельные виды шиповника образуют кустарниковые участки степей и даже пустынь:190. Некоторые виды встречается в горах до субальпийского пояса, до высоты 2000—3500, а в тропических странах и до 4000 м над уровнем моря. Шиповник в некоторых районах образует обширные заросли, например, в горных районах Средней Азии.
Шиповник является доминантом 3—4-го ярусов. Некоторые виды пышно разрастаются на территориях, освобождённых из-под леса, и входят качестве доминантов и субдоминантов в состав кустарниковых зарослей и шибляков. Различные виды относятся к мезофитам, ксеромезофитам или мезоксерофитам. Шиповник входит в состав ксерофитных кустарниковых зарослей Дагестана, занимающих сухие склоны предгорий, а местами горные и высокогорные участки:317.
Дикорастущие шиповники морозоустойчивы, засухоустойчивы и нетребовательны к почве. Наиболее продуктивные кусты шиповника встречаются на суглинистых, умеренной влажности почвах. На сухих и чересчур влажных почвах шиповник не растёт.

### В Европе
Ареал шиповника охватывает всю Европу до Арктики. В Европе встречается 62 вида шиповника. Наибольшее видовое разнообразие на территории бывшего СССР приходится на горные районы: Карпаты, Кавказ. На Кавказе встречается 44 вида, по более современным данным — 18 видов, среди них не указано ни одного эндемика. На Украине — 71 вид, большая часть которых встречается в Карпатах, а по данным 2001 года — 51 вид. Двадцать три вида шиповника растут в Молдавии, 20 видов — в Белоруссии, из них 11 одичавших культурных видов. В европейской части России — 45, из них 7 эндемиков. Двадцать два вида встречаются в Прибалтике. На остальной части Европы можно встретить представителей 47 видов.
Шиповник французский (Rosa gallica) распространён в Южной и Центральной Европе до Бельгии и центральной Франции:216—218, а на территории бывшего СССР — в Карпатах, Крыму и на Кавказе. В Карпатах он образует обширные заросли. В большинстве районов Европы, на восток до Эстонии и Украины встречается шиповник сизый (Rosa caesia). Шиповник гвоздичный (Rosa caryophyllacea) растёт в Центральной и Восточной Европе до Балканского полуострова и Украины. Широко распространён по всей Европе шиповник щитконосный (Rosa corymbifera), но реже встречается на севере и северо-западе. Шиповник эллиптический (Rosa elliptica) присутствует в Западной и Центральной Европе, его ареал захватывает Албанию и Западную Украину. Ареал шиповника Юндзилла (Rosa jundzillii) включает Восточную и Центральную Европу, расширяясь на запад до центральной Франции и северо-западной Италии. Шиповник мягкий (Rosa mollis) растёт в Центральной и Западной Европе, но имеется её локальный ареал в южной и центральной России. Шиповник лоснящийся (Rosa nitidula) растёт в Британии, южной Португалии, на восток до южной Швеции, Карпат и Греции. Шиповник красно-бурый (Rosa rubiginosa) обычен во всей Европе, на север до 61° северной широты. Rosa sicula обычна для Средиземноморья. В большинстве стран Европы встречается шиповник войлочный (Rosa tomentosa) с густым опушением листочков. В юго-восточной Европе встречается Шиповник турецкий (Rosa turcica). Несколько видов имеют более узкий ареал.

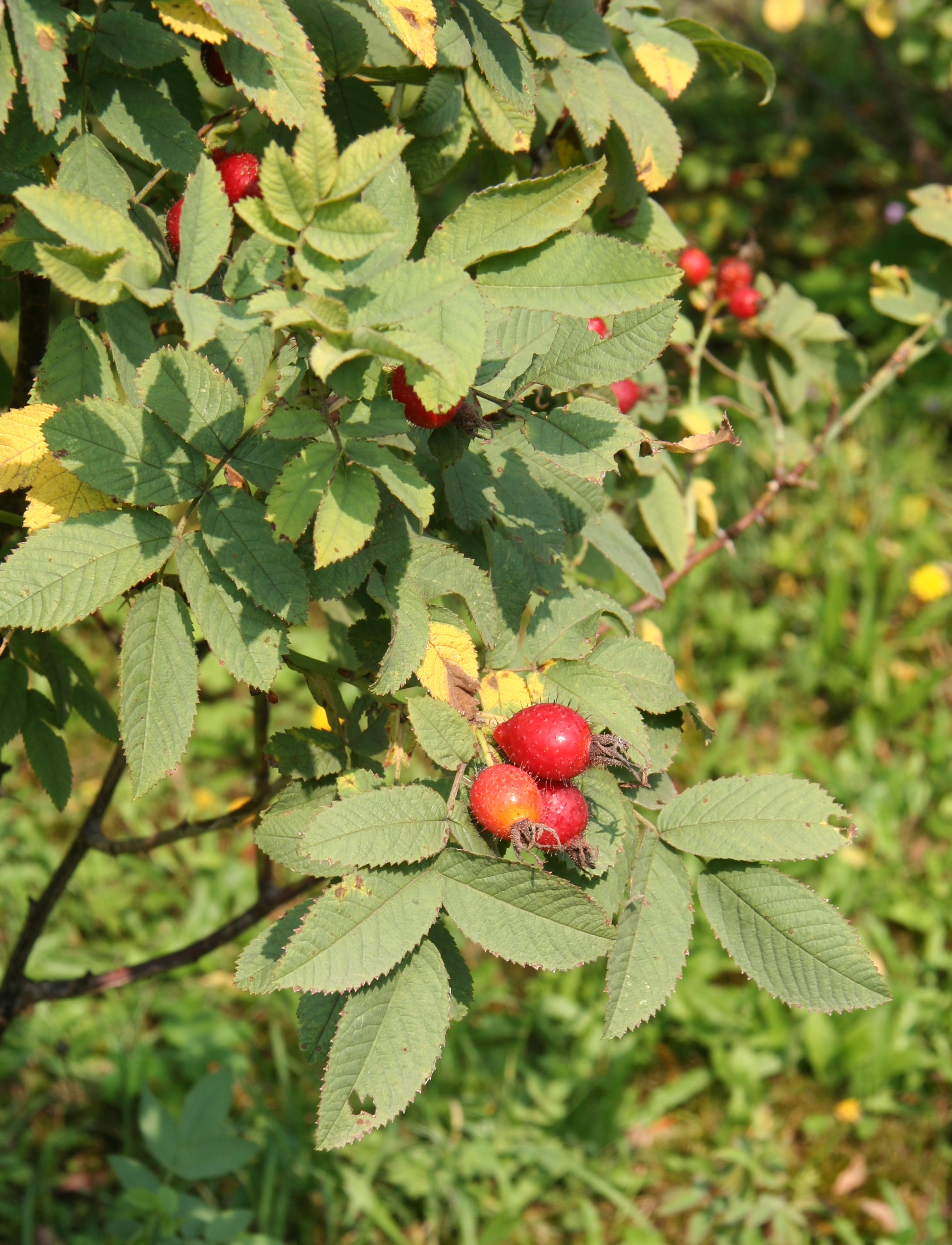
Шиповник волосистый (Rosa villosa) представлен в Центральной и Южной Европе, на север до Нидерландов

Часть видов, выращиваемых в декоративных целях, натурализовалась. К ним относятся шиповник морщинистый (Rosa rugosa), шиповник виргинский (Rosa virginiana). Вне своего ареала в Европе прижился шиповник мускусный (Rosa moschata).

### В Азии
В Азии шиповник встречается везде, кроме пустынь и полупустынь северо-западного Китая и Монголии, Средней и Передней Азии, а также высокогорий Тибета, Гималаев, Памира, Тянь-Шаня, на север до 68—70° северной широты. В юго-восточном треугольнике Евразии находится основной участок ареала вечнозелёных роз-лиан, в основном в китайских провинциях Юньнань, Гуандун, Гуанси, Фуцзянь, Гуйчжоу, а также в южных районах Гупе, Чан и других. Этот район является центром видового разнообразия субтропических роз-лиан, и они там обладают высоким полиморфизмом. В Китае насчитывается 79 видов шиповников, некоторые из которых являются прародителями культурных сортов роз. Всего же в Азии насчитывается до 150 видов шиповника. К северу от Центральной и Восточной Азии, начиная с 40° северной широты, шиповники выступают в большом видовом разнообразии, которое при дальнейшем продвижении на север возрастает. На 50—52° северной широты число видов значительно снижается, но их плотность в растительных ценозах остаётся высокой. На севере, в тайге остаётся лишь шиповник иглистый (Rosa acicularis). В горах Средней Азии растёт 39 видов шиповника, 17 из которых эндемичны. В Казахстане встречается 25 видов, из них четыре — эндемики. В Сибири встречается лишь семь видов шиповника, три — на Камчатке (иглистый, морщинистый и тупоушковый), четыре — на Сахалине и Курильских островах (иглистый, морщинистый, тупоушковый и Марэ), пять — на Алтае. На Дальнем Востоке растёт 11 видов шиповника. Растущий на Дальнем Востоке и в других местах тихоокеанского побережья шиповник морщинистый по своеобразию морфологических признаков и распространению на песчаных морских берегах был отнесён Хржановским к наиболее древним видам кустовых листопадных роз. На севере и на Дальнем Востоке, в таёжной зоне растут плейстоценовые виды: шиповник тупоушковый (Rosa amblyotis), шиповник даурский (Rosa davurica), шиповник иглистый. В более низких широтах обособился шиповник Уэбба (Rosa webbiana) (Тянь-Шань, Тибет, Гималаи).

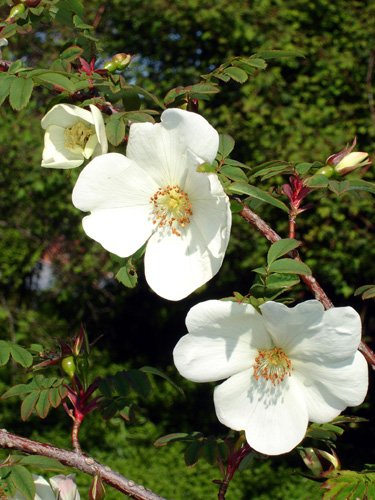
— четырёхлепестковый шиповник, растущий в Гималаях. Четырёхлепестный венчик у и из Западного Китая — исключительное явление не только для рода Шиповник, но и для всего семейства Розовые

В Индии шиповники растут только в горах, за исключением единственного тропического вида Шиповник клинолистный (Rosa clinophylla). Все остальные виды шиповника в Индии растут в Гималаях. В засушливом районе Ладакх и в северной части Химачал-Прадеша на высоте от 3000 до 4000 м над уровнем моря растут шиповник Эйчисон (Rosa ecae) и шиповник зловонный (Rosa foetida), оба с ярко-жёлтыми цветками. Типичным видом нижнего горного пояса Гималаев является белоцветковая гималайская мускусная роза (Rosa brunonii). На всём протяжении Гималаев на высоте 2100—4500 м над уровнем моря растёт четырёхлепестковый кустарниковый Rosa sericea с кремовыми цветками. Rosa clinophylla растёт в долинах рек Ганга и Брахмапутры. Растущие по берегам и на островах кустарники во время паводков затопляются почти полностью, и над поверхностью воды торчат одни верхушки ветвей.
В Пакистане когда-то шиповники были широко распространены, но в результате хозяйственного освоения земли стали исчезать. Большинство видов можно найти сейчас только выше 1500 м над уровнем моря, и то они нуждаются в охране. В Пакистане встречаются шиповник зловонный и шиповник полушаровидный (Rosa hemisphaerica). Шиповник кокандский (Rosa kokanica) растёт в Белуджистане и на севере страны. Rosa sericea встречается в северо-восточной части Пограничных регионов. Шиповник собачий растёт в Азад Кашмире, округе Мирпур, северо-восточной части Пограничных регионов и Белуджистане. В северо-восточной части Пограничных регионов встречаются шиповник Беггера, шиповник Лешено (Rosa leschenaultiana). Очень распространён шиповник крупнолистный (Rosa macrophylla). Шиповник карликовый (Rosa nanothamnus) тесно связан с шиповником Уэбба (Rosa webbiana), растущим в сухих долинах.
В Японии в диком виде растут 14 видов шиповника, кроме того, там прижились два вида, привезённые из других стран (шиповник Бэнкс и шиповник гладкий). На японских островах вдоль морских побережий можно встретить шиповник морщинистый (Rosa rugosa). Широко распространённый в северной части ареала шиповник иглистый в Японии прижился высоко в горах. Во многих частях Японии растёт шиповник многоцветковый со множеством разновидностей.
На юго-востоке азиатской части ареала из красноцветковых роз встречаются шиповник душистый (Rosa ×odorata), Rosa lucidissima и шиповник гладкий (Rosa laevigata), виды, наиболее близкие в вечнозелёным розам-лианам. Они занимают небольшой ареал, встречаясь лишь в предгорьях и долинах рек.

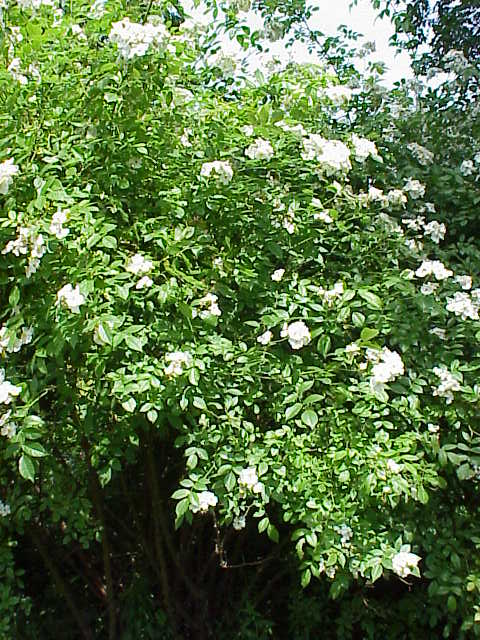
Шиповник Беггера — листопадная белая роза Тянь-Шаня. Белоцветковые листопадные розы Тянь-Шаня Хржановский выделил в особую секцию Leucanthae, считая её производной от белоцветковых вечнозелёных роз-лиан субтропиков

В Средней Азии шиповники встречаются главным образом в горных районах Памиро-Алая, Тянь-Шаня и Копетдага. В Памиро-Алае и Западном Тянь-Шане шиповник образует заросли, розарии. Они состоят из нескольких видов шиповника: в южных районах — кокандского, в северных — плоскошипового (Rosa platyacantha). К ним примешиваются и другие его виды. На Туркестанском хребте розарии образуют шиповники Федченко (Rosa fedtschenkoana), Эйчисон, Беггера, реже собачий, в Центральном Тянь-Шане — шиповник плоскошиповый. До субальпийского пояса Тянь-Шаня поднимается шиповник Альберта, образуя вместе с другими видами шиповника розарии на местах вырубок.
В Израиле проходит южная граница распространения шиповника собачьего и шиповника припудренного (Rosa pulverulenta). Последний произрастает там в единственном месте на горе Хермон на высоте до 2800 м над уровнем моря. Полулистопадный Rosa phoenicia растёт по берегам водоёмов и окраинам болот. В настоящее время его можно лишь найти в истоках реки Иордан и по берегам непересыхающих рек, хотя в прошлом этот вид рос по всему побережью, в Галилее, в горах Кармель и других местах. Кроме того, этот вид встречается на юге Аравийского полуострова. Отдельными островами в Передней Азии сохранился шиповник мускусный.

### В Африке
Шиповник встречается в Северной Африке на юг до Эфиопии. Известно только об одном виде (шиповник абиссинский (Rosa abyssinica)), имеющем естественный ареал. Шиповник мускусный (Rosa moschata) широко культивируется, и, хотя и растёт в природных условиях, его точное происхождение неизвестно. В Южной Африке шиповник красно-бурый (Rosa rubiginosa) натурализовался в районе Драконовых гор на высоте от 2000 до 3000 м над уровнем моря. Холодная зима в горах способствует прорастанию занесённых птицами семян. Этот вид растёт там по обочинам дорог, на пастбищах и приобрёл характер злостного сорняка. Гибрид между шиповником многоцветковым (Rosa multiflora) и шиповником дамасским (Rosa ×damascena) 'Natal Briar' обосновался в субтропическом климате провинции Квазулу-Натал в ЮАР. Его можно увидеть там на побережье, обочинах дорог и у заборов. Этому гибриду отдаётся предпочтение как подвою для культурных сортов в Южной Африке, а также в Кении, где выращивают на экспорт 80 миллионов цветов ежегодно.

### В Северной Америке

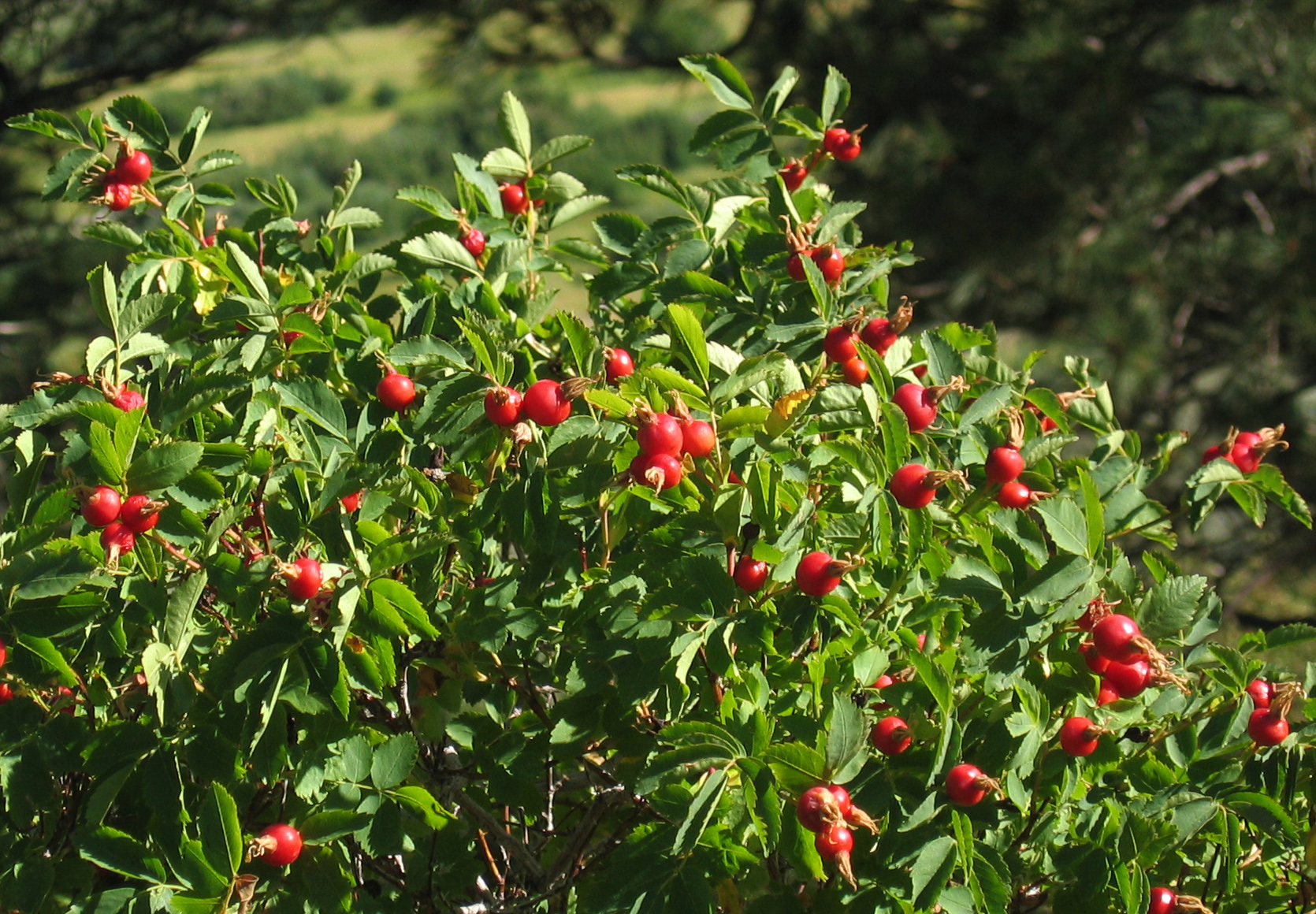
Шиповник Вудса (Rosa woodsii) — обычный для Северной Америки вид шиповника. Калифорния

В Северной Америке шиповник растёт в США, Канаде и Мексике. Бермудские острова своих шиповников не имеют, хотя и расположены в Северном полушарии и имеют подходящий климат. Но несколько видов было завезено в недавнее время морскими судами и поселенцами из разных стран.
При существующем большом разнообразии климатических и почвенных условий в Северной Америке не вызывает удивления тот факт, что на её территории произрастают более 60 видов шиповника и ещё около 10 видов натурализовалось. В южных штатах (Флорида, Джорджия, Техас) растёт единственная в Новом Свете вечнозелёная роза-лиана с красными цветками Rosa setigera. Здесь же встречается шиповник сизый (Rosa glauca). Это уже более холодостойкий листопадный вид, достигающий Великих озёр. Максимальное видовое разнообразие приходится на 35—45° северной широты. В таёжной зоне растёт тот же, что и в Евразии, шиповник иглистый. По всему восточному побережью США, от штата Мэн до Флориды и на запад до Айовы, Миссури, Оклахомы и Техаса, а также кое-где в Канаде растёт кустарничковый, проявляющий тенденцию к переходу в травянистую форму шиповник каролинский (Rosa carolina). Rosa foliolosa с такой же формой роста обычна во всей Северной Америке, но чаще встречается от Оклахомы до Техаса. Rosa palustris называют «болотной розой», она хорошо приспособлена к увлажнённым местообитаниям, таким, как берега озёр, прудов и речушек. Она растёт от штата Мэн до Флориды, на запад до Миннесоты, Айовы, Миссури и Новой Шотландии. Теневыносливый шиповник голоплодный (Rosa gymnocarpa) произрастает в лесах Британской Колумбии и на северо-западе США от Вашингтона до Айдахо и центральной Калифорнии. Шиповник блестящий (Rosa nitida) произрастает на северо-востоке Северной Америки, от северного Коннектикута до Ньюфаундленда и Квебека в переувлаженных местах. Rosa suffulta хорошо приспособлен к сухих условиям Великих равнин и растёт от Канады на юг до Техаса и от Индианы до Айдахо. При всём многообразии видов шиповника в Новом Свете нет ни одного вида с жёлтыми цветками, что свидетельствует о возникновении этих видов после отделения Америки от Евразии.
На Аляске произрастают три вида шиповника: иглистый, Вудса (Rosa woodsii) и нутканский. Помимо них, очень ограниченный ареал имеет на западе Аляски шиповник тупоушковый (Rosa amblyotis), который называют «камчатской розой».
Во многих районах США натурализовались шиповник колючейший, шиповник собачий, Rosa bracteata, шиповник мелкоцветковый (Rosa micrantha), шиповник коричный, шиповник морщинистый, шиповник гладкий (Rosa laevigata), шиповник многоцветковый.

### В Австралии и Новой Зеландии
Некоторые виды шиповника, использовавшиеся в качестве подвоя (шиповник многоцветковый, шиповник красно-бурый, шиповник собачий, Rosa ×fortuneana), натурализовались в наиболее благоприятных для них условиях территории Австралии. Шиповник красно-бурый впервые был зарегистрирован в посадках Новой Зеландии в период с 1815 по 1820 год. В 1900 году он был внесён в список растений в законе по борьбе со злостными сорняками, но продолжает существовать на Южном острове, так как входит в пищевые цепи птиц, кроликов, поссумов, участвующих в его распространении.

### Консортивныесвязи
В ходе эволюции шиповник выработал шипы и щетинки в качестве механической защиты от поедания его травоядными животными. Но это не помешало некоторым видам животных приспособиться к этой защите и иметь таким образом преимущество перед другими видами. Известно, что верблюды, овцы и козы легко справляются с самыми колючими растениями.

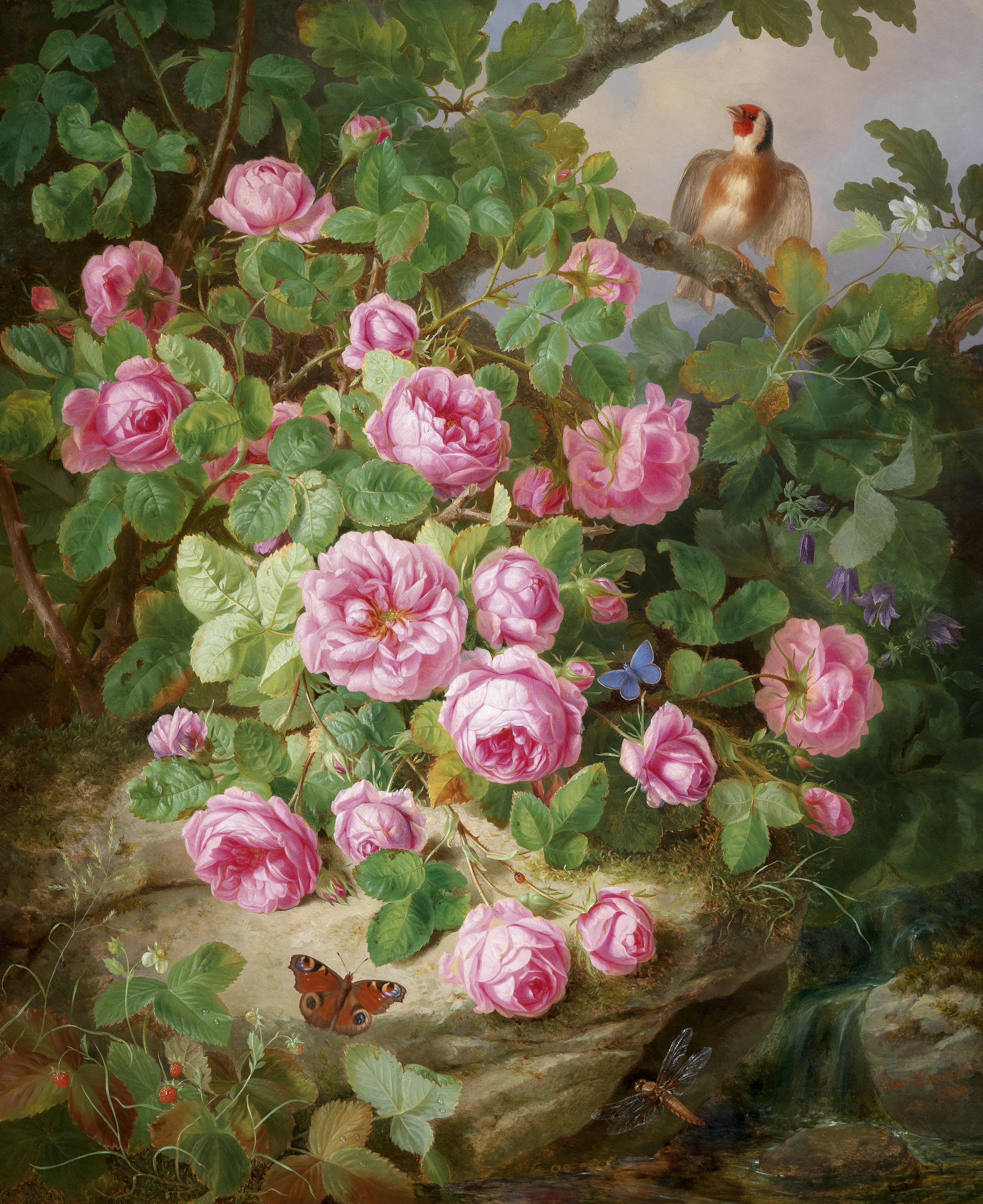
Натюрморт австрийского художника XIX века Йозефа Лаурера «Розы с бабочками и щеглом», 1870

Сочные, яркие, выделяющиеся на фоне зелёной листвы плоды шиповника служат пищей для птиц, млекопитающих, грызунов и рептилий. Приспособлениями к распространению семян животными у шиповника служат как яркая окраска, сладкий вкус зрелых плодов, так и отсутствие этих свойств у них в незрелом виде, что защищает от поедания плодов животными до их полного созревания:97. Животные оставляют на земле вместе с экскрементами неперевариваемые семена шиповника, часто на значительном расстоянии от самого растения и способствуют его распространению. Плоды шиповника служат пищей тетеревам, рябчикам, серой куропатке, серой вороне, галке, кедровкам, скворцам, синице-московке, дрозду-дерябе. Из них все, кроме рябчиков, серой куропатки и скворцов, служат распространению семян шиповника. У рябчиков твёрдые орешки шиповника играют в желудке роль жерновов, задерживаясь в нём надолго и теряя всхожесть. Дрозд-деряба из всех птиц способствует распространению семян в наибольшей степени. Это связано не только с большим количеством поедаемых им плодов, но также и с приуроченностью его кормовых угодий к опушкам, перелескам и молодым посадкам, что способствует заселению шиповником новых территорий. Едят плоды шиповника заяц-русак, желтогорлая мышь, рыжая полёвка, лисица. У таких хищников, как лисица, сочные плоды составляют постоянную примесь к животной пище:180—191. Рыжая полёвка растаскивает семена и сочные плоды растений и делает небольшие их запасы. Можно предположить, что рыжая полёвка больше способствует распространению растений, чем другие животные, создающие большие запасы в кладовках, так как едва ли все небольшие порции плодов и семян, хранимые в случайных местах, могут быть найдены:173.
Другой способ распространения у шиповника морщинистого (Rosa rugosa), растущего по морским берегам. Его плоды дрейфуют по воде, пока их не прибьёт к берегу течение или морской прибой. Плотный восковой налёт на поверхности плодов предохраняет семена от намокания, а для равновесия служит плодоножка.

## Химический состав
Химический состав и накопление витаминов, таннинов, сахаров, органических кислот и других продуктов метаболизма в плодах, листьях у различных видов шиповника значительно отличаются как по количественным, так и по качественным показателям.

### Плоды
Плоды многих видов шиповника содержат большое количество витамина С, что делает их ценными для медицины и здорового питания.
В плодах шиповника аскорбиновой кислоты примерно в 10 раз больше, чем в ягодах чёрной смородины, и в 50 раз больше, чем в лимоне, в 60—70 раз больше, чем в хвое сосны, ели, пихты или можжевельника. Наиболее ценны в этом отношении белоцветковые и красноцветковые виды. В гипантиях розовоцветковых видов витамина C содержится значительно меньше, а в гипантиях жёлтоцветковых видов его совсем мало, зато много таннинов и таннидов. В зависимости от места произрастания химический состав плодов у разных видов шиповника меняется. В мякоти гипантия шиповника морщинистого, имеющего промышленное значение, содержится около 1 % (на сырой вес) витамина C. Свежие плоды шиповника иглистого в европейской части России содержат 1,5 % витамина C, а в бассейне Иртыша в Казахстане — 4,5 %. Наибольшее содержание витамина C среди видов, произрастающих на территории бывшего СССР, у шиповника Беггера — от 7 до 20 %.

### Лепестки
В лепестках содержатся:
- эфирное масло[106] ((0,02[107])0,04[108]—0,06[109] %);
- жирные масла;
- органические кислоты;
- сахара;
- гликозиды: горечи, сапонины[109];
- флавоноиды[110]: астрагалин, гиперозид, кемпферол[111], кверцитрин[112][113], кверцетин;
- дубильные вещества[109][114][115];
- антоцианы: пеонин, пеонидин, цианидин[116];
- воск[117];
- витамин C[118].

Высокое содержание эфирного масла отмечено в лепестках шиповника морщинистого — 0,25—0,38 %.
Воск содержит альдегиды, высшие алифатические углеводороды, высшие алифатические спирты, высшие жирные кислоты: лауриновая, миристиновая, пальмитиновая, стеариновая, олеиновая, арахиновая, бегеновая, лигноцериновая, церотиновая; тритерпеновые кислоты; стероиды.
Эфирное масло из лепестков эфирномасличных роз содержит фенилэтиловый спирт (около 2 % и 20—30 % от общего количества спиртов в масле), цитранеллол (22,6 %), гераниол (50—60 %), нерол (до 10 %), нонадекан, высшие алифатические углеводороды (9 %). Все они обеспечивают приятный запах розовых лепестков, а фенилэтиловый спирт — основной носитель запаха розовой воды. Кроме того, эфирное масло содержит эвгенол, цитраль, альдегиды: нониловый, коричный и другие; каротиноид рубиксантин. Эфирные масла оказывают вяжущее, бактерицидное и противовоспалительное действие.

### Листья
В листьях содержатся:
- витамин С[118][124][125][126] (до 1,5 %);
- дубильные вещества[109][127][128] (до 4,5 %);
- катехины[129][130];
- флавоноиды[109][110][131]: астрагалин[132];
- фенолкарбоновые кислоты и их производные: галловая, гентизиновая, кофейная, протокатеховая, сиреневая, ванилиновая, феруловая, салициловая и другие[133][134];
- у некоторых видов сапонины[109][135].

В листьях шиповника майского обнаружены полисахариды, каротиноиды. Листья шиповника ржаво-красного содержат до 55 % эфирного масла.

### Ветви и корни
Ветви содержат катехины (до 18,28 %), сапонины, витамин P, флавоноиды. Кора содержит сорбит. Галлы содержат дубильные вещества.
Корни содержат дубильные вещества, флавоноиды, катехины (8,24—18,28 %), тритерпеноиды (5,2 %).
Содержание дубильных веществ в ветвях и корнях — до 4,5 %, в галлах их ещё больше.

## Хозяйственное значение и использование

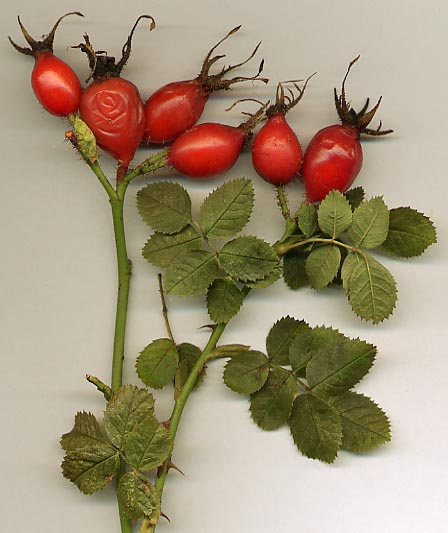
Плоды шиповника собачьего (Rosa canina)

### Пищевое применение
Раскопки древнейших поселений в Швейцарии свидетельствуют, что плоды шиповника собачьего использовались в пищу человеком ещё в конце ледниковой эпохи. Плоды многих видов шиповника съедобны в свежем виде, высушенные в виде чая (отвара). Из плодов шиповника готовят пюре, пасту, варенье, повидло, мармелад, пастилу, компот, суп (шведская и армянская кухня), конфеты, кисель, квас и тому подобное.
Из лепестков роз в Китае готовили различные блюда. Съедобны в сыром виде цветки шиповника иглистого. Из лепестков шиповника коричного варят варенье, морщинистого — варенье и кисели.
Из произрастающих на территории России видов шиповника, кроме уже названных видов, имеют съедобные в переработанном виде плоды и лепестки шиповники Альберта (Rosa albertii), собачий, щитконосный (Rosa corymbifera), даурский (Rosa davurica), колючейший (Rosa spinosissima), войлочный (Rosa tomentosa), яблочный (Rosa villosa), тупоушковый, Беггера, Эйчисона, Федченко.
Суррогат чая получают из цветков шиповников иглистого, Альберта, Беггера, щитконосного, Эйчисона, Федченко, самаркандского, плоскошипого, из плодов и цветков шиповников собачьего, даурского, рыхлого (Rosa laxa), майского, колючейшего, из молодых листьев шиповника собачьего; суррогат кофе — из плодов шиповника собачьего. Суррогат чая получают из орешков шиповника французского, а суррогат кофе — из орешков шиповников коричного и собачьего.
На Кавказе молодые побеги роз употребляли в пищу как овощ, а листья и плоды шиповника колючейшего (Rosa spinosissima) из-за большого содержания танина заваривали как чай. Используются в пищу молодые ветви шиповника коричного.
В Словении шиповник используется при приготовлении безалкогольных напитков Cockta. Плоды шиповника придают винам пряный вкус, а из его лепестков готовят наливку.

### В промышленности
Плоды шиповника являются основным растительным сырьём для витаминных заводов. Для этой цели существуют промышленные плантации шиповника во всех частях света, особенно в Европе и Азии. В России население заготавливало впрок плоды шиповника ещё в XVI—XVII веках. В СССР плантации шиповника морщинистого как самого крупноплодного витаминного вида были заложены в совхозах в Башкирии, Марийской АССР, Челябинской области, Литве и Подмосковье на площади в несколько тысяч гектаров. Для создания производственных плантаций используют также шиповник майский. Он менее крупноплодный и урожайный, чем шиповник морщинистый, но значительного превосходит его по содержанию витаминов C и P. В качестве витаминного сырья в России и сопредельных странах используют также шиповники иглистый, даурский, Беггера, Федченко, рыхлый, Альберта.
Лучшие почвы для шиповника — умеренно влажные, с мощным пахотным слоем, чернозёмные, пойменные, но не заливные, супесчаные или суглинистые, богатые питательными веществами, с хорошо проницаемой для воды и воздуха почвой, pH 5,5—6,5. Для закладки плантаций шиповника не подходят почвы с большим содержанием извести, щебня, солонцеватые, заболачиваемые, с близким стоянием грунтовых вод (1—1,5 м).
В СССР консервная промышленность выпускала варенье из лепестков роз. В Болгарии и Иране выпускают варенье из лепестков роз, а в восточных провинциях Франции Лотарингии и Эльзасе — консервы и варенье из плодов шиповника.

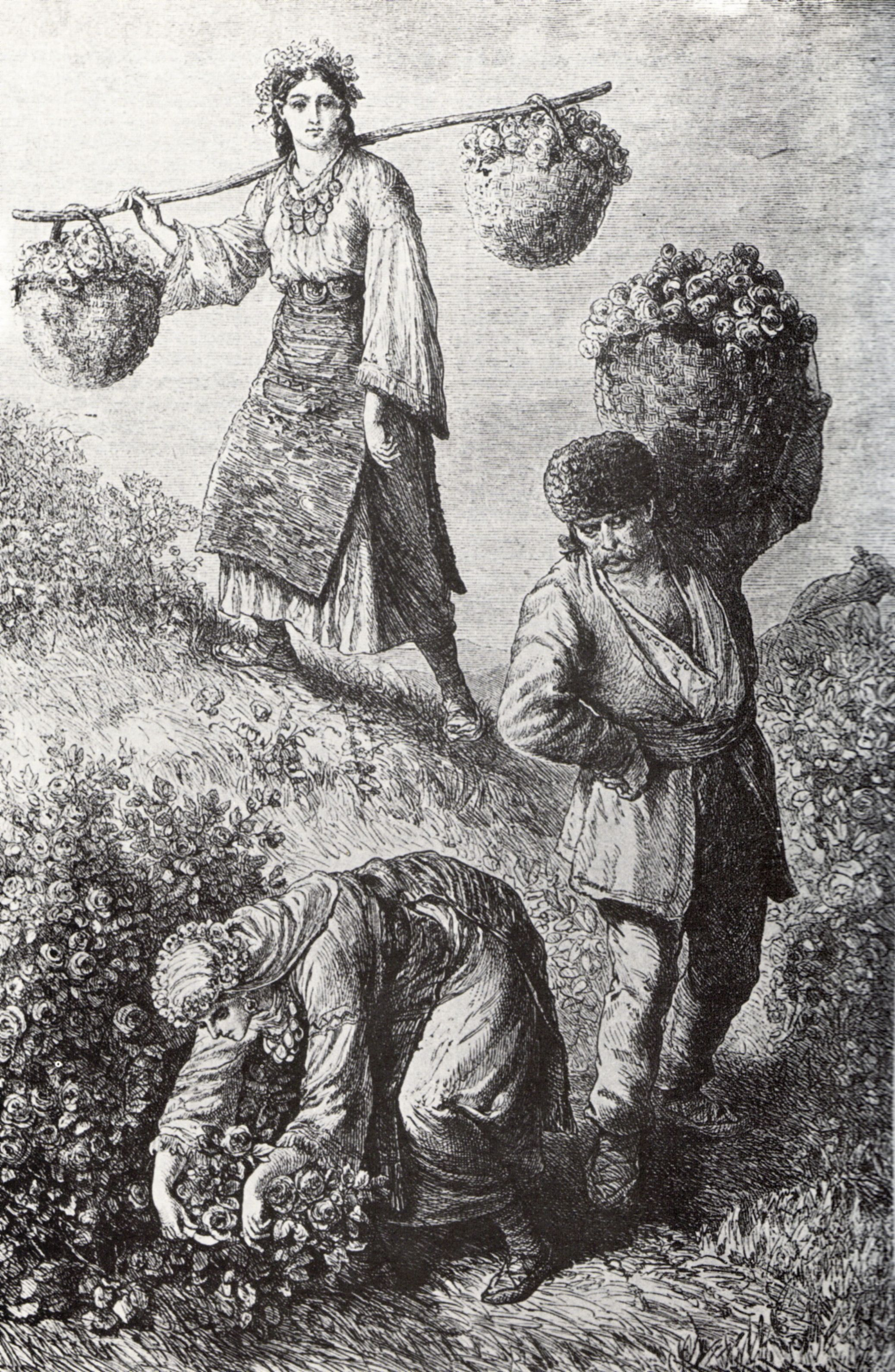
Сбор розовых лепестков в Долине Роз близ города Казанлыка в Болгарии. Гравюра Феликса Филиппа Каница, 1870

Розовое масло упоминается в древнейшим памятнике санскритской литературы — Ведах. Масло получают из лепестков розы французской в Болгарии, Франции, Югославии, Греции, Тунисе, Индии, частично получали в СССР; из лепестков розы дамасской — в Болгарии, Венгрии, Франции, Италии, Испании, Греции, на Кипре, в Иране, Афганистане, Сирии, в Северной Африке, получали в СССР; из лепестков розы столистной — в Югославии, Иране, Индии, Флориде, получали частично на юге СССР; из лепестков розы морщинистой — в Корее, Китае, Японии, получали ограниченно в СССР; из лепестков розы мускусной — в Иране, Афганистане, Ираке. На территории СССР эфирномасличные розы возделывали в Молдавии, Крыму, Краснодарском крае, Грузии и Азербайджане на площади около 4 тысяч га. Из произрастающих на территории России видов эфирное масло дают лепестки шиповника иглистого. Розовое масло — самое дорогое из эфирных масел. Его содержание в лепестках роз редко превышает 0,15 %, а заводской выход составляет 0,06—0,1 %. По другим данным, в лепестках розы содержится 0,1—0,22 % эфирного масла. Для получения 1 кг розового масла требуется 3000 кг розовых лепестков. Во время перегонки масла остаётся розовая вода. Розовое масло и его компоненты используют для изготовления самых дорогих косметических средств, для ароматизации ликёров, вин, кондитерских изделий, некоторых лекарств. Французские парфюмеры более других ценят розы, растущие вблизи города Граса, а также на плантациях Болгарии в Долине Роз между городами Казанлыком и Карловом. Особенно ценным получается масло из дамасской розы. Культура этой розы в Казанлыкской долине берёт своё начало с XVIII века. Особый микроклимат Казанлыкской долины (высокая влажность воздуха и умеренная температура во время цветения) способствуют накоплению большого количества эфирного масла в лепестках розы. Лепестки собирают на восходе солнца (с пяти до десяти часов утра) вручную в течение 20—30 дней и перерабатывают на фабриках в свежем виде.
Масло из семян шиповника собачьего используется для приготовления олифы.

### В медицине

#### Плоды
Плоды шиповника обладают фитонцидными и мощным бактерицидным свойствами. Содержат большое количество антиоксидантов. Но самое главное — плоды шиповника являются ценным поливитаминным средством. Они использовались в лечебных целях, особенно как антицинготное средство начиная с XVI века, а может быть и раньше, когда на них меняли соболиные и другие ценные меха, бархат и атлас.
Витаминные экстракты, сиропы, таблетки, драже и отвары из плодов шиповника используются для лечения и профилактики заболеваний, связанных с недостатком в организме витаминов, прежде всего витамина C, при малокровии и истощении. Препараты из плодов шиповника благотворно влияют на углеводный обмен, функции костного мозга, печени, жёлчного пузыря.
В народной медицине применяют чай из плодов шиповника, а также напар, водный настой и спиртовую настойку при скарлатине, тифе, туберкулёзе, воспалении почек, болезнях кишечника, печени, желудка.
Жирное масло, получаемое из семян шиповника Беггера, даурского, Федченко применяется в народной медицине при ожогах и дерматитах, трофических язвах и лучевых поражениях кожи.
Отвар семян применяют при мочекаменной болезни, как холеретическое, противовоспалительное, диуретическое средство, при диарее; наружно при гингивитах.

##### Готовые лекарственные формы
- Аскорбиновая кислота — получают из плодов шиповника коричного, иглистого, даурского, Беггера, Федченко, морщинистого, собачьего, плоды которых содержат не менее 1 % витамина C[154].
- Галаскорбин — комплексное соединение солей галловой и аскорбиновой кислот. Применяют при ожогах, трещинах и как противовоспалительное средство[154].
- Сироп из плодов шиповника — витаминное средство, применяемое в профилактических целях.
- Масло шиповника — масло из орешков, содержащее каротиноиды и токоферолы. Используется как ранозаживляющее средство.
- Каротолин — масляный экстракт из мякоти плодов шиповника, применяется при лечении трофических язв, экзем и других заболеваний кожи.
- Холосас — получают из сгущённого водного экстракта плодов шиповника собачьего; применяется при гепатитах и холециститах, как желчегонное и общеукрепляющее средство[101].
- Микстура противоастматическая по прописи Траскова[155].

#### Лепестки
Целебные свойства розовых лепестков были известны с античных времён. Авиценна в «Каноне врачебной науки» рекомендовал для здоровья зубов смазывать зубы и дёсны на ночь розовым маслом. Он использовал розовую воду для лечения глазных болезней и устранения дурного запаха изо рта. При воспалении глаз Авиценна рекомендовал закапывать в глаза розовое масло и накладывать на лоб семена розы в качестве отвлекающего средства. В Средние века в Салерно лепестки розы, настоянные на вине, применяли при поносе и женских заболеваниях; свежие лепестки — наружно при рожистом воспалении; смешанные с мёдом — при заболевании дёсен; смешанные с медовой водой — как жаропонижающее; розовое масло — при болях в желудке и запоре; в сочетании с уксусом — при инфицированных ранах.
В средневековой медико-ботанической поэме «О свойствах трав» приводятся следующие рецепты применения:
Право, цветком из цветов по заслугам считается роза;

Все превосходит цветы ароматом она и красою.

Но не одним ароматом и прелестью роза умеет

Радовать нас, а полезна обильем целительных качеств;

Сила сухая её и холодная — степени первой.

Если её приложить, то священный огонь утихает,

И подреберье с желудком излечит, коль жаром объяты;

Вместе с вином прекратит истеченье желудка и матки.

Множество мазей различных нуждаются в розовом соке;

Розы сухой порошок при болезнях во рту помогает,

Втёртый без примесей всяких лишь с мёдом одним в сочетанье.

Жар унимает любой, если тёртой наложена сверху

Свежая роза иль если с медовою пьётся водою.

Делают масло из розы, и розовым маслом зовётся, —

Помощь при разных болезнях, а равно и в случаях многих;

Выпьешь — живот размягчит, и утихнет немедля в желудке

Жар непомерный, а если согреть со стараньем припаркой,

Боль головная и жар исцеляются этим лекарством.

Если же к уксусу масло её примешаешь,

Грязную рану очистит и впадину раны восполнит,

И превосходно оно помогает ещё от ожогов.

Долго во рту находясь, боль зубную оно исцеляет,

Как уверяют, и векам былую их мягкость дарует;

Если его наложить, зуд, что скрыт в глубине, прекратится;

Помощь приносит оно и при разных страданиях матки.

И потому, что различно готовится масло из розы,

Я расскажу, что об этом поведал Палладий:

Унцию ровно возьми лепестков багряных от розы

И сочетай их, очистив, ты с фунтом масла оливы;

Средство в сосуде стеклянном, закупорив плотно, под солнцем

Надо повесить, и так продержать в продолженье недели;

После его сохраняют как средство для случаев разных.
В «Салернском кодексе здоровья», написанном в XIV веке, сказано:

17. Рута, а с нею шалфей опьянение винное гонят.

 Розы добавишь цветок, — и утихнут любовные боли.

74. …Роза, вербена, укроп, хелидония также и рута —

 Все на микстуру идут, от которой зренье остреет.— Арнольд из Виллановы. Салернский кодекс здоровья. XIV век.

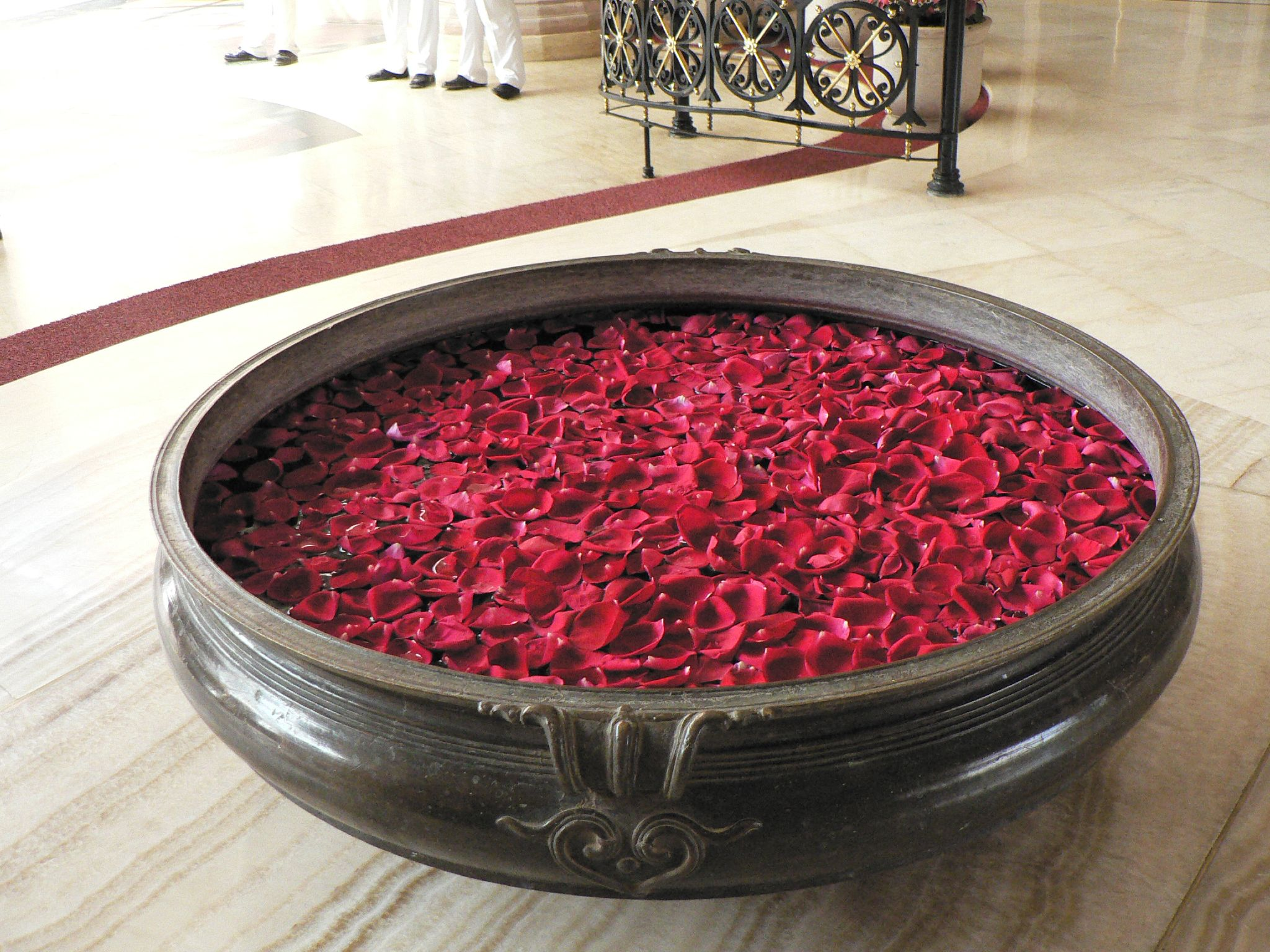
Розовая вода с лепестками роз

В поверьях славян красный цвет лепестков розы связывали с кровью и поэтому наделяли их свойством останавливать кровь. По этой же причине шиповником лечили кровохарканье.
В России уже в XVII веке шиповник широко использовали для лечения раненных в войне с турками солдат. При этом использовали не только плоды, но и другие части растения. Лепестки шиповника перегоняли с водой и пропитывали повязки, накладываемые на раны. Это средство способствовало заживлению ран, не давало им распространяться. Отваром плодов обмывали края раны, чтобы избежать гангрены. Маслом из семян лечили ранения головы. Для скорейшего выздоровления раненым давали пить «свороборинную патоку». В дальнейшем шиповник в медицине не использовался, и вспомнили о нём только в Великую Отечественную войну.
Лепестки розы французской включены в фармакопею некоторых стран как противовоспалительное, антисептическое, обезболивающее, вяжущее средство, применяемое при гипертонической болезни, атеросклерозе, язвенной болезни, гастритах, дизентерии, болезнях печени. В Болгарии на основе розового масла создан лекарственный препарат розанол, обладающий спазмолитическим, желчегонным и бактерицидным свойствами. Его применяют при заболеваниях печени и желчевыводящих путей, а также при мочекаменной болезни.
Во Франции лепестки розы французской используются как C-витаминное и противоглистное средство, рекомендуется при диарее, геморрое и как общетонизирующее средство. В Болгарии лепестки дамасской розы применяют при диарее и воспалительных заболеваниях желудочно-кишечного тракта, при ангинах и воспалениях слизистых оболочек глаз. В русской народной медицине препараты из лепестков розы применяются при туберкулёзе лёгких, неврастении, атеросклерозе, как желчегонное при заболеваниях печени, при конъюнктивитах, как противовоспалительное и успокаивающее; в виде полосканий при гриппе, ангине и других заболеваниях ротовой полости, а также как дезодорирующее средство; мелко истолчённым порошком розовых лепестков посыпают язвы и накладывают на места, поражённые рожистым воспалением; примочки из отвара лепестков шиповника собачьего применяют как гемостатическое. Лепестки, сваренные с мёдом, используют при рожистом воспалении. В Армении лепестки красной розы применяют при заболеваниях печени, а белой — при заболеваниях сердца.
В розе белой содержатся слизистые вещества, и в малых дозах она действует как противоглистное средство.
Лепестки розы входят в состав травяных сборов, применяемых в народной медицине при симптоматической гипертонии, для укрепления иммунной системы, при сердечной астме, после перенесённого инфаркта миокарда, при бронхите с астматическими явлениями, гриппе, крупозной пневмонии с плевритом, хронических заболеваниях лёгких, для ослабленных больных, при язвенном колите, гастритах, дуоденитах, аллергических проявлениях, геморрое, расстройствах желудочно-кишечного тракта, воспалительных процессах в печени, тошноте, неприятном запахе изо рта, стоматитах, при амёбной дизентерии, рожистом воспалении, в виде капель — при конъюнктивите, гнойном выделении из глаз, в составе мазей — при трещинах губ, рук и ног, в виде полосканий горла — при молочнице у детей, в виде примочек и повязок — при длительно незаживающих ранах и язвах.
Розовая вода действует антисептически при конъюнктивитах.
Розовое масло получают из свежесобранных лепестков водно-паровой перегонкой в 20—25-процентном растворе хлорида натрия. Оно применяется при абсцессах, ангине, бронхиальной астме, для улучшения запаха и вкуса лекарств.
Лепестки шиповника собачьего применяются в свежем виде в гомеопатии.
Сушёные розовые лепестки входят в состав успокаивающих травяных подушек. Розовое масло широко используется в ароматерапии.

#### Ветви, стебли и листья
Ветви, стебли в виде отвара используют при малярии, как диуретическое и закрепляющее, коликах, ревматизме, радикулите, простуде, жаре, желудочных расстройствах, малокровии, менструальных болях. Кора является рвотным средством.
Настой листьев шиповника применяется как антибактериальное и болеутоляющее при коликах и гастралгиях, при малярии, как диуретическое при диарее и диспепсии, при коликах, ревматизме, радикулитах. Отвар листьев шиповника собачьего используется при скарлатине, тифе, диарее, нефритах, туберкулёзе лёгких, как болеутоляющее при родах. В якутской народной медицине отвар листьев шиповника иглистого применялся в качестве мочегонного средства, а отвар стеблей и листьев — при малярии.
Галлы шиповника собачьего применяются для лечения зоба, в качестве детоксикационного, вяжущего средства.

#### Корни
Корни обладают желчегонным, вяжущим, антисептическим и бактерицидным действием. В народной медицине используется отвар корней шиповника при малярии, почечно-, жёлче-, мочекаменной болезни, болезнях печени и селезёнки, анорексии, диарее и диспепсии, циститах, гипертонической болезни, болезнях сердца, респираторных инфекциях, наружно при ревматизме, радикулите, параличах, а также для ножных ванн при ослаблении мышц. В Китае корни шиповника используются как средство, улучшающее пищеварение, и противоглистное. Кору корней шиповника собачьего использовали при укусах бешеных собак. В якутской народной медицине отвар корней шиповника иглистого давали пить при дизентерии. В штате Вашингтон скагиты кипятят корни шиповника нутканского с сахаром и используют этот отвар при воспалении горла.
Корни используются в ветеринарии при лечении диареи у телят.

### В косметике

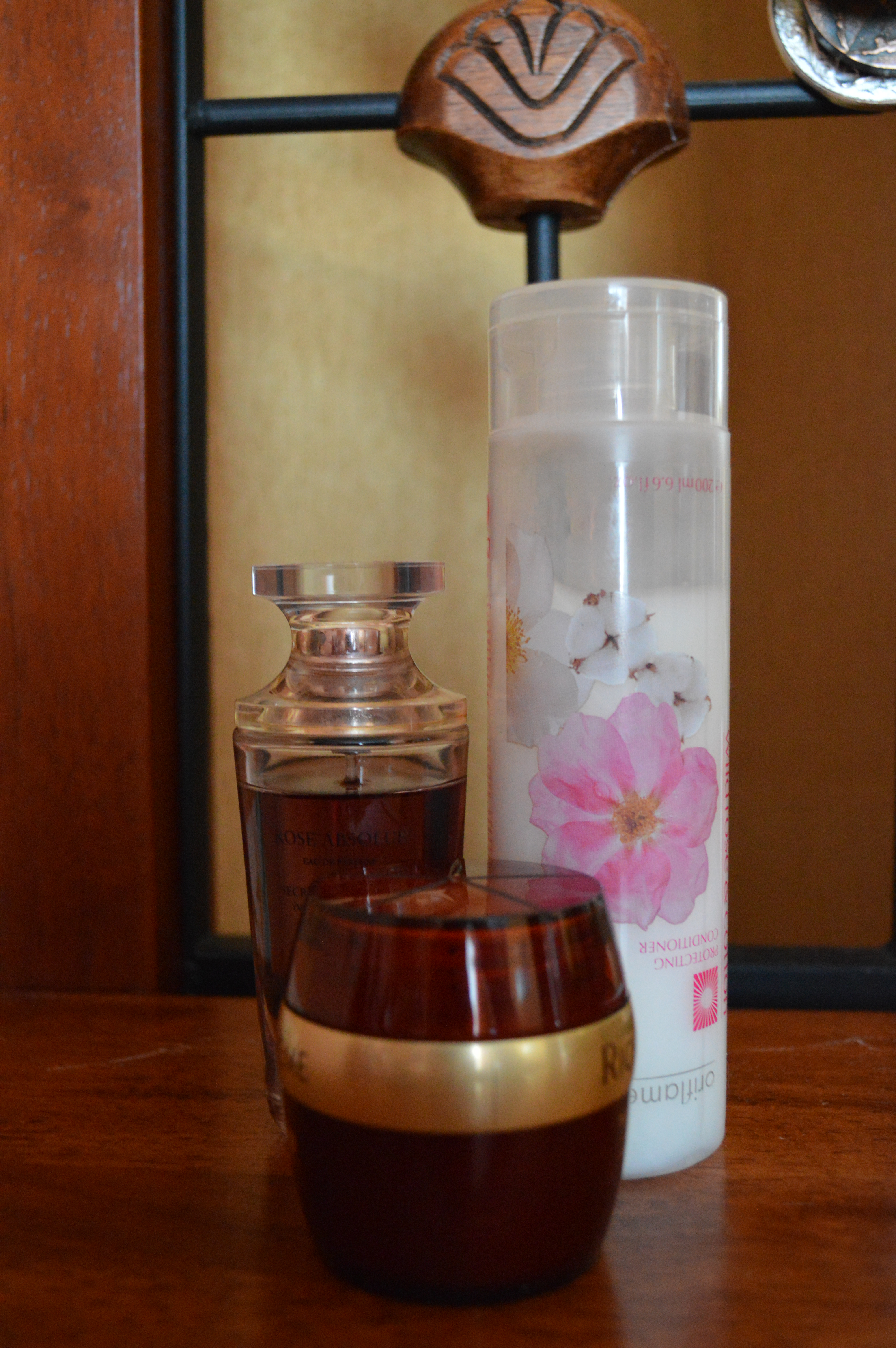
Косметические средства, в состав которых входят компоненты розовых лепестков

Отвар и настой плодов и листьев шиповника используется для ухода для жирной, угреватой, сухой, чувствительной, раздражённой кожей, а также для ванн. Отваром плодов шиповника рекомендуется умываться для предотвращения появления морщин. Российская промышленность выпускает питательный крем «Шиповник», содержащий водный настой плодов, предназначенный для кожи с повышенной чувствительностью.
Получаемый из мякоти плодов шиповника масляный экстракт (каротолин) содержит каротиноиды, которые способствуют более быстрому заживлению ран, предотвращают сухость и шелушение кожи, смягчают и разглаживают её, защищают от вредного воздействия ультрафиолетового излучения, оказывают противовоспалительное действие. Поэтому каротолин вводят в состав дневных кремов для лица. Экстракт шиповника входит в состав выпускаемого российской промышленностью дневного крема «Алая роза», предназначенного для сухой и нормальной кожи.
Масло шиповника использовалось для косметических целей в Средние века в Салерно. Масло семян шиповника содержит незаменимые жирные кислоты, необходимые для здоровья кожи. Оно обладает антиоксидантным действием, улучшает структуру кожи, оказывает омолаживающее действие и препятствует старению кожи. Наиболее полезно для кожи масло, полученное методом холодного отжима. Масло шиповника входит в состав косметических кремов для различного типа кожи. Российской промышленностью выпускаются питательные кремы, в состав которых входит масло шиповника. Жирная кожа испытывает недостаток незаменимых жирных кислот, поэтому шиповник входит в состав кремов для проблемной кожи подростков.
Розовое масло для приготовления духов использовалось уже в Древнем Риме. Особенно ценился аромат пестумских и фазелийских роз. Духи добавляли в ванны, ими опрыскивали комнаты и постели. Духи клали даже в особо ценные вина. Их добавляли в масло для светильников и наливали в погребальные костры. Розовое масло в настоящее время используется для приготовления высших сортов духов, мыла, помады, оно входит в состав 46 % мужской и 98 % женской парфюмерии. Розовое масло входит в состав дневных кремов, подходящих для любого типа кожи, предохраняющих поверхностные слои кожи от потери влаги, например, оно входит в состав выпускаемого российской промышленностью крема «Балет». Ванна с розовым маслом, молоком и мёдом способствует приданию кожи нежности и гладкости.
Воск розы входит в состав губной помады, может составлять до 24 % её состава. Он обладает приятным ароматом и антибактериальным действием, по образующим частям близок к пчелиному воску. Воск розы входит также в состав некоторых увлажняющих кремов, нормализующих её водный обмен и обладающих высоким очищающим и освежающим действием.
Для ухода за кожей рук рекомендуется их смазывать смесью глицерина, розовой воды (или отвара лепестков роз) и нашатырного спирта.
Из лепестков шиповника готовят отвар для умывания, приготовления косметических масок, которые тонизируют кожу, снимают раздражение и усталость. Египетской царице Клеопатре приписывают знание многих рецептов красоты. Один из рецептов крема Клеопатры содержит розовую воду и настой лепестков розы, а кроме того мёд и порошок алоэ.

### В декоративном садоводстве
Благодаря засухоустойчивости, морозоустойчивости и способности к обновлению корневыми отпрысками, хорошо развитой корневой системе шиповник ценится в противоэрозионных и защитных насаждениях. Например, он используется при создании приовражных и прибалочных противоэрозионных лесных полос в лесостепной зоне Украины. С целью почвоукрепления на территории России используются шиповники иглистый, щитконосный, даурский, морщинистый. Шиповники способны образовывать густые заросли и поэтому часто используются для создания живых изгородей. Некоторые виды шиповника высаживают в парках и садах в декоративных целях. Они относятся к парковым розам. В России это шиповники иглистый, щитконосный, даурский, рыхлый, майский, морщинистый, войлочный и яблочный.
Шиповники являются предками культурных сортов роз, считающихся красивейшими цветами. Сорта роз отбирают при скрещивании материнских форм, а также при возникновении случайных мутаций. Первые сорта были получены в античные времена скрещиванием нескольких диких видов шиповника между собой, а затем полученные культурные сорта скрещивали с другими дикими видами, давшими им новые свойства.
Шиповники служат подвоем для роз. Лучшим подвоем для садовых сортов роз считается шиповник собачий, так как он устойчив к неблагоприятным климатическим условиям, имеет хорошо развитую корневую систему и обладает быстрым ростом. Реже используют шиповники морщинистый, сизый, майский, рыхлый и некоторые другие.
Розы украшают сады и парки, садовые участки. Их выращивают также на срезку в букеты, причём украшением служат не только цветы, но и плоды роз. Красиво цветущими плетистыми розами издавна покрывают арки, беседки, решётки, установленные перед стенами зданий:677, создавая шпалеры. Некоторые сорта роз выращивают в комнатных условиях в горшках.
Болезни и вредители
Насаждения шиповника повреждают долгоносик малинно-земляничный, бронзовки, блестянки, гусеницы листовёрток, непарного и кольчатого шелкопрядов, личинки майских жуков, щелкунов.
На ветвях встречаются моховидные наросты — галлы. Они образуются от укола розанной орехотворки и служат жилищем для её личинок.
Из болезней чаще встречаются мучнистая роса, чёрная пятнистость, серая пятнистость, ржавчина и вирусные заболевания.

### Прочее использование
Шиповник не даёт много нектара, но его охотно посещают пчёлы, собирая значительные количества пыльцы. Питательные качества пыльцы очень высокие. На шиповнике иногда выделяется падь. Рекомендуют высаживать шиповник в местах, где в конце мая — первой половине июня мало пыльценосов. К медоносам относятся шиповники французский, коричный, колючейший, войлочный, мохнатый.
Корни и галлы на шиповнике некогда использовали для окраски тканей в коричневый цвет, а отвар плодов — в оранжево-красный. В корнях и галлах содержатся танины, которые можно использовать для дубления.

## Исторические сведения

### Палеоботаника

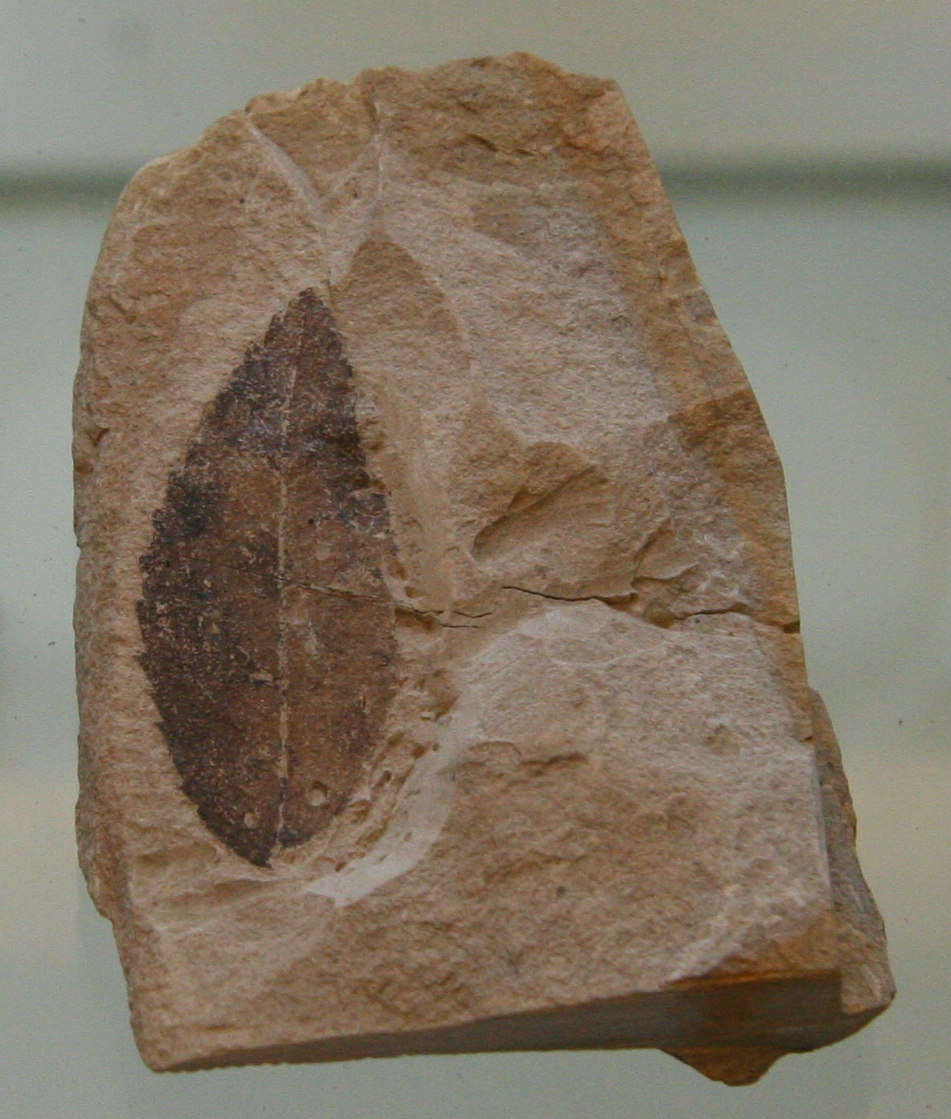
Из балтийского олигоцена описана

Растительные остатки представителей рода Rosa достоверно обнаружены лишь в третичных отложениях. В провинции Синьцзян в Китае в плиоценовых отложениях найдены остатки Rosa hornerii. В это время на территории этой провинции предположительно была распространена травянистая формация с тугайными зарослями. Из третичных отложений описана Rosa hilliae по одному листу, очень характерному для роз секции Synstylae и напоминающему лист Rosa anemoniflora. Шиповник известен с миоцена Крынки в Приазовье. В Северной Америке в области Скалистых гор в отложениях озера Флориссант был найден отпечаток листа Rosa willmottiae, относящейся к верхнему миоцену. Остатки растений в этих отложениях свидетельствуют о более тёплом климате, хотя он не был тропическим и даже субтропическим. Достоверно известно о существовании шиповника на территории Северной Америки с палеогена и неогена. Не существует достоверных сведений о месте и времени возникновения рода Шиповник, а также о морфологии его прототипа, но палеонтологические данные свидетельствуют, что в третичное время представители этого рода были распространены в обоих полушариях.
Хржановский разделил виды шиповника на три большие группы по времени возникновения:
- лианы (палеоген, влажный субтропический лес). К этой группе примыкают вторичные лианы и виды секции Caninae и сам шиповник собачий;
- кустарники (неоген, ксеротические формации Древнего Средиземья, флора Вельвичии);
- травы (плейстоцен, бореальное подцарство). Эта форма вырабатывается в условиях более холодного климата[5].

В начале миоцена произошло похолодание и передвижение зон растительности на юг. Распространение плиоценовых лесов приобрело островной характер. Эти островки оказались естественно связанными с лесами возвышенных районов Восточно-Европейской равнины. В результате этого перемещения и приспособления древесно-кустарниковой растительности к более аридным условиям на юге Восточной Европы возникли эндемичные виды. По обработке Хржановского, из 50 дикорастущих видов шиповников Украины 30 оказались эндемичными.

## Современная история

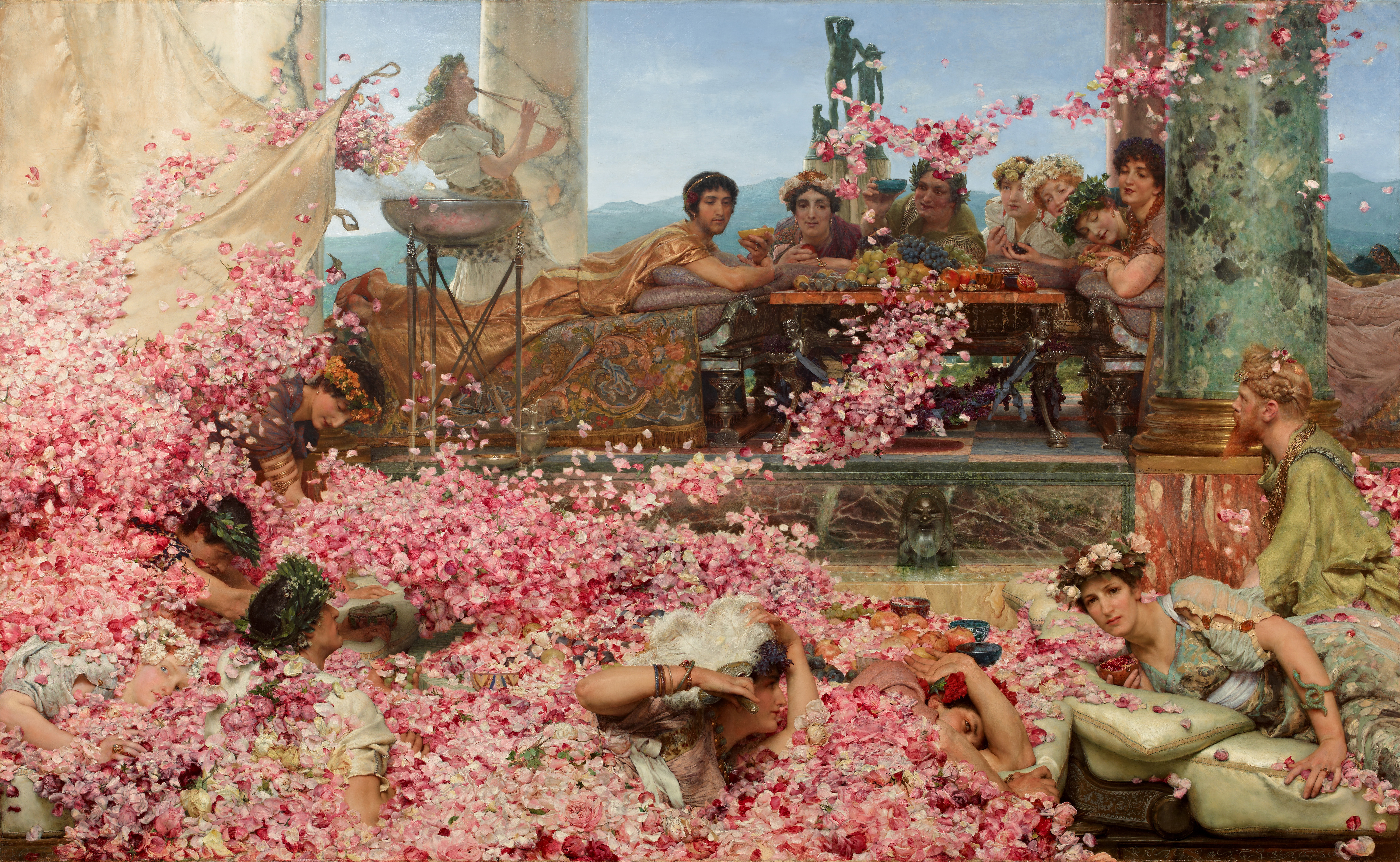
Л. Альма-Тадема. Розы Гелиогабала. 1888

Впервые розы стали разводить ради их красоты в Персии (Иране). Персия у поэтов называлась Гюлистан — «Страна роз». Оттуда садовые розы попали сначала в Древнюю Грецию, а затем и в Рим. (Другие источники сообщают, что, кроме Востока, садово-парковое искусство (а значит и розы) было заимствовано греками, а затем римлянами из Древнего Египта благодаря завоеваниям Александра Македонского.) В трудах Аристотеля даётся наставление по возделыванию роз. В античные времена розы были посвящены богам. С расцветом Римской империи произошёл взлёт культа розы. Розами награждали победителей, украшали новобрачных, осыпали покойников и надгробия. В республиканском Риме праздновали «День роз» — день поминовения усопших. У древних греков и римлян цветы для украшений использовали в основном в виде венков, чаще всего из фиалок и роз. Участники пиршеств надевали на голову венки из плюща или шафрана, которым приписывалось свойство разгонять хмель. Для этой цели использовали и венки из роз. С востока перешёл к римлянам обычай посыпать алтари богов и землю цветами. Розами посыпали алтарь Венеры, столы для пиршеств, а на самих пирующих с потолка сыпался дождь из роз. Чтобы удовлетворить большой спрос на цветы, разбивали особые сады, в которых выращивали фиалки и розы. Римские императоры использовали розы уже не как божественный символ, а как предмет роскоши. Истребление роз для пиршеств принимало чудовищные размеры. Между Пестумом и Римом курсировали корабли, доверху нагруженные розами. Нерон и Гелиогабал даже зимой выписывали розы из Египта, причём цветы только для одного пира стоили больше бочки золота:58. По преданию, Гелиогабал, решив избавиться от своих приближённых, которых он подозревал в предательстве, приказал слугам высыпать на них огромное количество лепестков роз, в которых они и задохнулись.

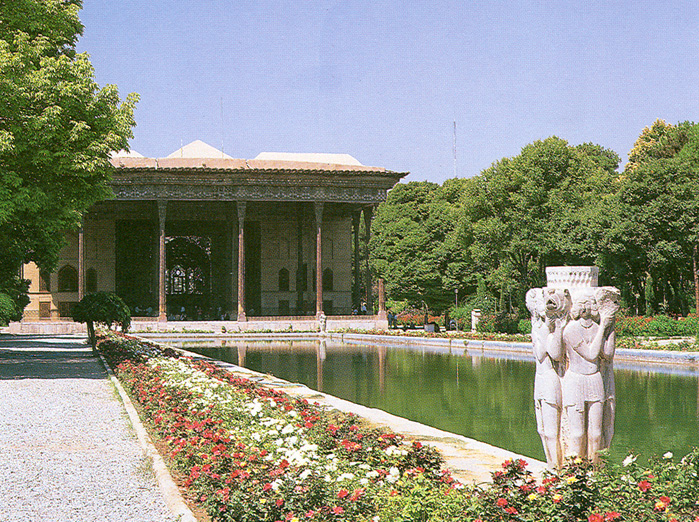
Розы в персидском саду дворца Чехель Сотун

Персидское садово-парковое искусство повлияло на создание садов всего Древнего Востока. Так появились мавританские сады в Испании, сады татарских ханов в Крыму, сады в Турции. Розу в Древнем Египте выращивали в садах уже в эпоху Птолемеев. Об этом свидетельствуют дошедшие до нас скульптуры, барельефы, описания живших в то время писателей (Плиний Старший, Диодор Сицилийский). В то время в Египте было принято разводить могильные сады при гробницах: существовало поверье, что душа умершего, похороненного по всем правилам, по ночам выходит из могилы и отдыхает в саду под тенью деревьев, вдыхает аромат цветов. Из выращенных цветов плели гирлянды, венки для украшения мумий, колонн храмов. На пирах гостям надевали на головы венки из цветов, вешали на шею цветочные ожерелья. Лепестки выращенных роз шли на изготовление розовой воды и различных бальзамов. Афиней рассказал, что Клеопатра, готовясь ко встрече Антония, приказала устлать пол трапезной комнаты цветами роз на высоту одного локтя.
В Вавилонию и Ассирию розы были завезены ещё во времена Аккадского царства Саргоном I из его похода за Центральный Тавр. Розы выращивали в садах и парках, устраиваемых при дворцах царей и знати и служивших для прогулок, отдыха и охоты. Эти сады создавали на искусственных насыпях, террасах и холмах (так называемые «висячие сады»).
Разведением роз увлекалось немало известных людей. В России, когда розоводство только зарождалось, розы выращивали в оранжереях, и позволить себе это могли только люди состоятельные. П. А. Демидов, старший брат уральского предпринимателя и владельца металлургических заводов Г. А. Демидова имел в Нескучном ботанический сад, где выращивал в оранжереях экзотические растения. Из переписи растений этого сада, сделанной П. С. Палласом, известно, что в саду Демидова выращивали 11 видов шиповника, из которых только три росли в России, остальные же были завезены, по-видимому, из Франции. В это же время зародилась лаковая роспись металлических подносов на Урале, в Нижнем Тагиле, основной элемент которой — «тагильская роза». В 1870 году предприимчивый крепостной крестьянин графа Шереметьева Ф. Н. Вишняков открыл в Жостове лаковую мастерскую и стал производить расписные шкатулки, сундуки, подносы. Роза стала центральной темой его композиций.

## Роза в культуре

### в символике и литературе

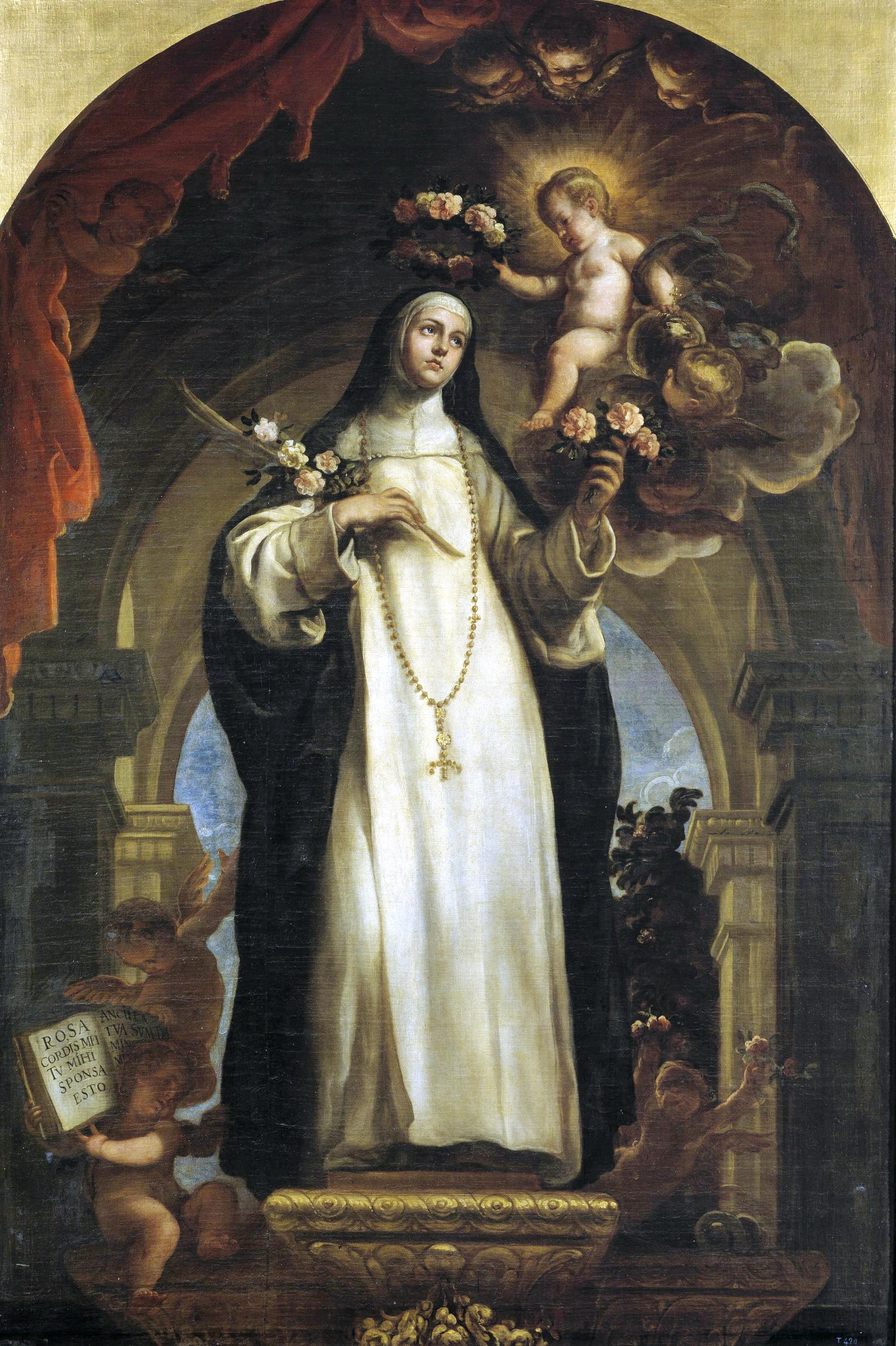
Клаудио Коэльо. Святая Роза Лимская. 1888—1890

Роза является одним из наиболее распространённых мифопоэтических образов.
В индуизме роза занимает первое место среди цветов. Брахма поспорил о цветах с Вишну и отдал предпочтение сначала лотосу, но, увидев розу, показанную ему Вишну, признал свою ошибку и вместе с тем первенство Вишну. Серебряная роза — жилище Брахмы.
В басне Эзопа прекрасная роза, чей век краток, — символ недолговечной роскоши, не в пример скромному, но долго живущему и цветущему «словно только что распустился» соседу бархатнику.
В произведении античного писателя Апулея «Метаморфозы» главный герой Луций, превратившийся с помощью колдовства в осла и претерпевший в этом виде множество мытарств, обратился за помощью к богам. На просьбу Луция откликнулась Исида, предложившая ему съесть цветущие розы, после чего Луций вновь принял человеческий облик и стал жрецом Исиды и Осириса.
У древних римлян роза символизировала радость, позднее тайну, тишину. Бытовало выражение, ставшее пословицей, — «Sub rosa dictum» («Под розой сказано»), то есть должно сохраняться в секрете. Позднее в Германии роза продолжала оставаться знаком тайных обществ и таинства вообще. Немецкое выражение Unter der Rosen — «под розой» — значит «сохранять в тайне». Если на стене над столом вывешивалось изображение розы, это означало, что беседа должна сохраняться в тайне.
Роза является символом солнца, звезды, любви и красоты. В Древнем Риме роза была связана с Венерой и, по ряду версий, произошла от слёз Венеры, женщины вообще, преимущественно красавицы. Не случайно существует множество имён, связанных с розой: Роза, Розина, Розита, Розетта, Розалия, Розалинда, Розамунда и т. п. В Древней Греции роза — символ бога любви Эрота и атрибут Афродиты, которая, уколовшись шипом белой розы, пролила свою кровь на её лепестки, после чего появились розы красного цвета:54. Розу называли солнцем в своих стихах В. К. Тредиаковский, Г. Р. Державин, она «светит» в стихах Ф. А. Искандера, Игоря Северянина. С. А. Есенин сравнивал её со светильником, а Н. А. Клюев — с лампадой. Не менее часто розу сравнивали с драгоценным камнем: Б. Л. Пастернак с алмазом, Тредиаковский с яхонтом. В поэзии всех времён и народов роза — царица цветов. «Царицей цветов», «царицей», «владычицей царств» называли её в своих стихах Державин, М. Ю. Лермонтов, Е. А. Баратынский. В поэзии и прозе роза часто используется в сравнениях при описании женской красоты: М. А. Лохвицкая, Б. Ю. Поплавский, В. И. Нарбут, Арсений Тарковский сравнивали розу с устами; Нарбут лепестки розы — с пальцами; образное сравнение розы с ухом привёл в своём стихотворении Н. М. Олейников; И. А. Бунин сравнивал розы с глазами; Лохвицкая уподобила матово-бледные розы красоте женских плеч, а розовые — заалевшим щекам. Некоторые поэты (Северянин, А. А. Вознесенский) в розах слышали музыку. Тарковский сравнил звуки, издаваемые кустами шиповника, со звучанием струн рояля.
Вместе с тем в Риме, Древней Греции, Китае и в ряде германоязычных стран роза была цветком, связанным с похоронами и смертью. Нередко её превращали в цветок загробного царства. В романе М. А. Булгакова «Мастер и Маргарита» Понтия Пилата с рассвета преследует запах розового масла, который он больше всего ненавидел. Причина, по-видимому, в связи розы со смертью. После казни Иешуа ветер несёт на балкон сорванные розы и в красной, как бы кровавой, луже пролитого вина тонут две белые розы. Здесь розы олицетворяют смерть и своим числом, и цветом. Роза в романе возникает в различных вариантах в сцене бала у Воланда: Маргариту омывают розовым маслом после кровавого душа; ей на ноги надевают туфли из «лепестков бледной розы»; во втором зале стены из роз красных, розовых, молочно-белых. Роза выступает как прямой атрибут Воланда, то есть символизирует загробный мир.

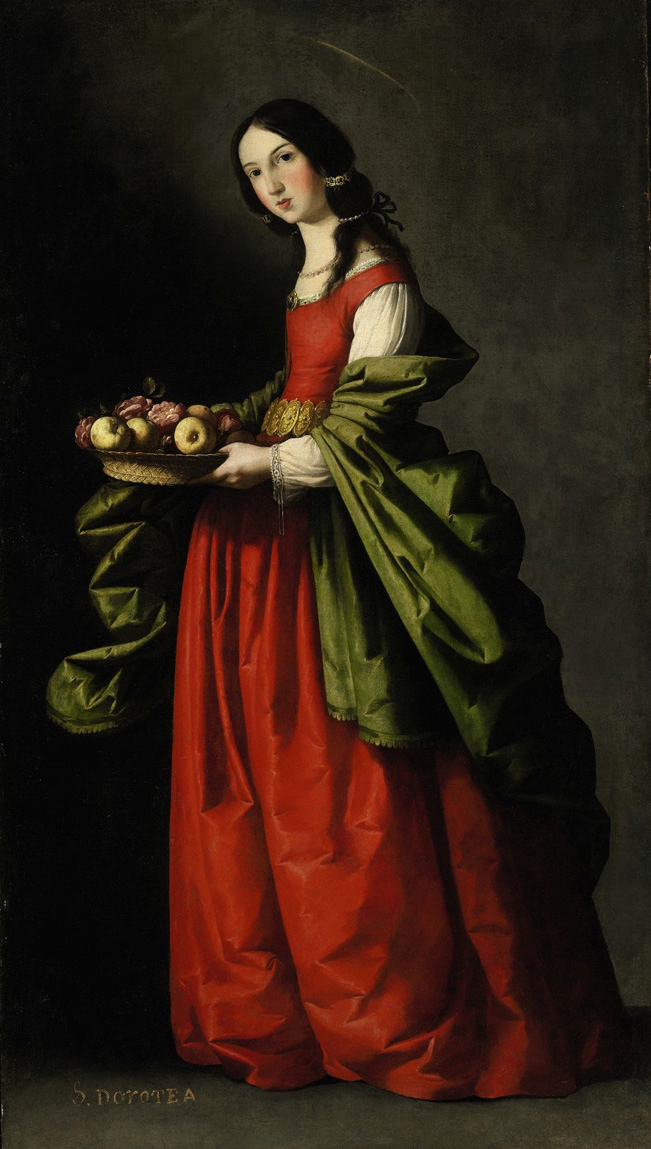
Ф. Сурбаран. Святая Доротея. 1648

Роза символизирует число пять. В католическом обиходе чётки и особая молитва по ним называется Розарий. Розарий связан с размышлением о трёх «пятерицах», пяти «радостных», пяти «скорбных» и пяти «славных» таинств жизни девы Марии, атрибутом которой тоже является роза. Роза в католицизме является также атрибутом Иисуса Христа, святого Георгия, святых Екатерины, Софьи, Доротеи, Валентина, Терезы и других, часто символизирует церковь вообще. На Украине, где сильно влияние католической религии, свадебное полотенце украшалось красными и синими кистями. Красный цвет связывали с розой, а синий — с барвинком и это сочетание символизировало «нев’янучи пречисту любов» — «неувядающую пречистую любовь».
В христианстве роза означает милосердие, милость, всепрощение, божественную любовь, мученичество, победу. В стихах Лермонтова роза — «дочь небес». Вознесенский нашёл сходство между розой с бутоном и мадонной с младенцем.
В средневековом христианском искусстве роза символизировала небесное блаженство. Части розы тоже получили символическое значение: зелень — радость, шипы — печаль, сам цветок — слава. В финале «Божественной комедии» Данте роза является мистическим символом, объединяющим все души праведных. Каждый лепесток — душа праведного, а высший из них — Богоматерь. Небесная роза — образ дантовского Рая, универсума и высшего блаженства. После Данте роза всё чаще символизировала духовное избранничество и совершенство, творческий порыв (в итальянском гуманистическом неоплатонизме, философии розенкрейцеров и масонов и т. д.).
Роза как символ земной чувствительной страсти была популярна в средневековой куртуазной литературе (например, «Роман о Розе»), новоевропейской любовной лирике, эротической аллегорике XVI—XVIII веков. С земной любовью, страстью связали розу в своих стихах М. Лермонтов, Вяч. И. Иванов, Н. С. Гумилёв. Сравнивали розу с огнём Державин, Бунин, М. А. Волошин, Андрей Белый, А. А. Ахматова. Саша Чёрный шиповник назвал «буйно-огненным» и сравнил его с «несдержанным любовником».
Роза стала стержневым образом-символом в искусстве романтиков (У. Блейк, Д. Г. Россети, А. Штифтер), символистов рубежа XIX—XX веков (С. Малларме, В. де Лиль-Адан, О. Уайльд), поэтов серебряного века (А. А. Блок, О. Э. Мандельштам, Ахматова). А. А. Фет посвятил розе стихотворения «Роза», «Осенняя роза», «Сентябрьская роза», «Месяц и роза», «Соловей и роза». Ахматова написала цикл стихотворений под названием «Шиповник цветёт. Из сожжённой тетради». Шиповник у неё в этом цикле — символ вечной разлуки и тоски.
Красная роза — христианский символ земного мира; эмблема Адониса, Афродиты, Венеры, Сапфо; знак дома Ланкастеров; восторг, стыдливость, стыд, желание, объятие, страсть, материнство, смерть, мученичество. Гумилёв назвал розу девой, в его стихах роза розовеет от смущения и краснеет «огнём любви обожжена». Державин, Вяземский и Гумилёв красный цвет розы сравнивали с румянцем, женскими щеками. Красную розу сравнивали с кровью К. Н. Батюшков, Мандельштам, М. Д. Ройзман, Ю. А. Айхенвальд. В стихах Державина, Пушкина красная роза — «дитя зари». Белая роза — чистота, девственность, духовность, абстрактная мысль, тишина; знак дома Йорков; символ лютеранства (Роза Лютера). Красная и белая розы вместе означают единство, союз.
Гирлянда или венец из роз — атрибут Эроса, Купидона, святой Цецилии; блаженная душа, небесная радость, утешение в христианской вере; ангельский венец. У А. Блока в поэме «Двенадцать» Иисус Христос «в белом венчике из роз». В стихах Ахматовой мы читаем: «но скоро … венцом червонным заплетутся розы и голоса незримых прозвучат».
Роза на кресте олицетворяет смерть Христа, шип розы — страдание, смерть, христианский символ греха; роза без шипов — неблагодарность; венок на розе — небесную радость, награду за добродетель; розовый сад — Новый Иерусалим.
Золотая роза — роза, сделанная из золота и усыпанная алмазами, ежегодно в четвёртое воскресенье поста (Воскресенье роз) освящается папой в присутствии коллегии кардиналов и вносится в храм; символ церкви, небесного благословения и радости; жалуется папой в качестве особого отличия, обыкновенно — лицу владетельного дома. По некоторым сведениям, обычай этот существовал уже при папе Льве IX; по другим — впервые встречается лишь около 1400 года.
Розетка из розы — знак семи имён Аллаха в мусульманстве; в буддизме — знание, закон, путь порядка, то есть тройственная аксиома, символизируемая и лотосом; звезда, круг Вселенной. У арабов роза — мужской символ; в еврейской каббале роза — символ единства.
В классическом изображении роза имеет 32 лепестка, отсюда название роза ветров.

### в мифах и сказаниях
В мифах древних греков роза возникла из нектара, который Эрот пролил на пиршестве богов. В мифологии древних римлян роза возникла из слёз Венеры.
В мифологии разных народов существует несколько версий объяснения красного цвета розы и возникновения у неё шипов:
- Роза стала красной после того, как на неё упала кровь с ноги Афродиты, уколовшейся её шипом во время поисков убитого ею Адониса.
- Роза зарделась и стала красной от удовольствия после того, как её поцеловала прогуливающаяся в Эдемском саду Ева.

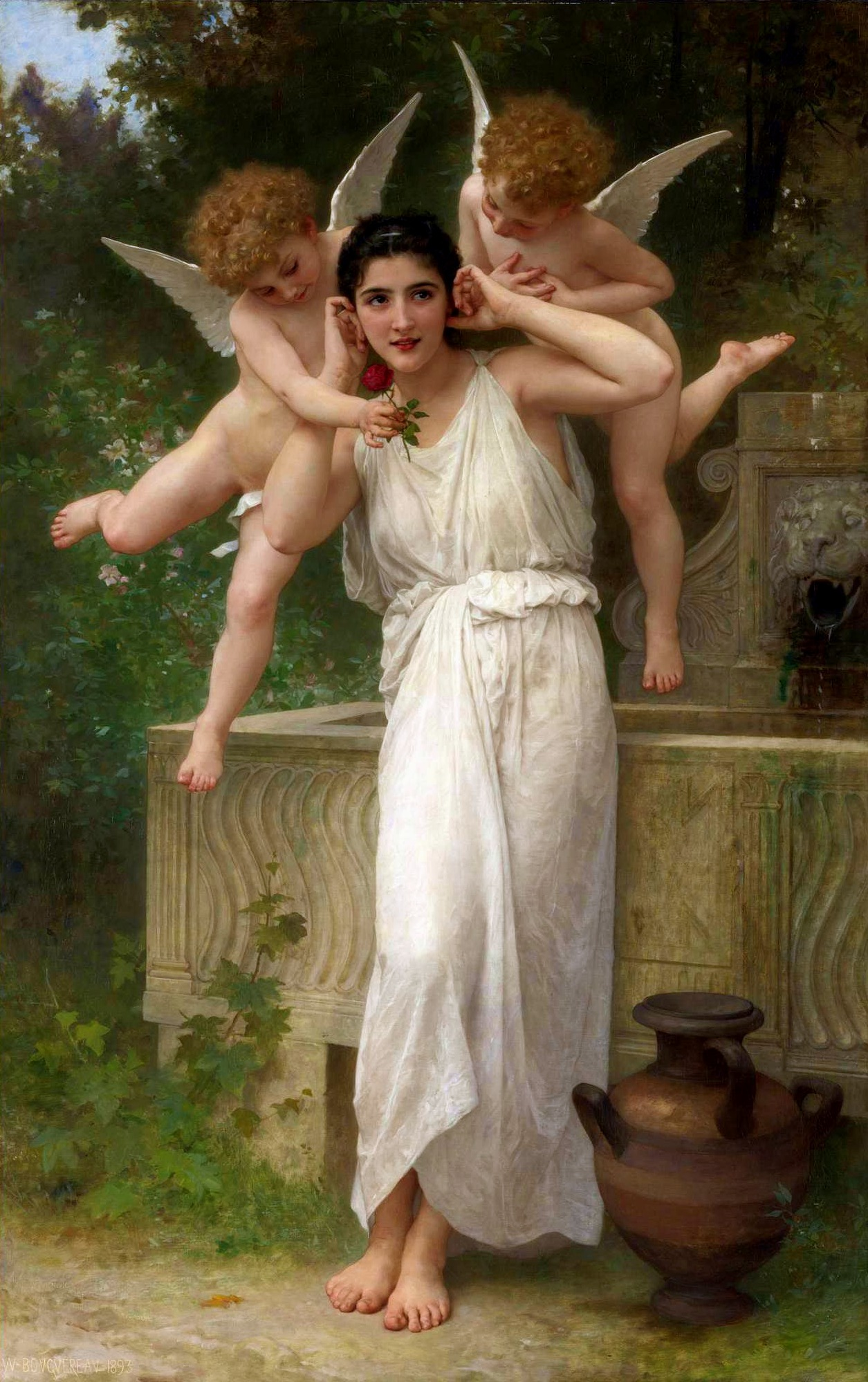
Вильям Адольф Бугро. Юность.
1893

- Роза стала красной от неосторожности Купидона, пролившего на её лепестки каплю вина. С Купидоном связано и происхождение шипов розы. Вдыхая аромат розы, Купидон был ужален пчелой. Разозлившись, он выстрелил в пчелу из лука и попал в стебель розы, после чего стрела превратилась в шип.
- Происхождение шипов розы связано и с Вакхом. Преследуя нимфу, Вакх оказался перед непреодолимой преградой из терниев и приказал ей превратится в ограду из роз. Однако, убедившись позже, что такая ограда не сможет удержать нимфу, Вакх снабдил розы шипами.
- Похожий миф существует у алгонкинских индейцев. Глускабе, чтобы защитить розу от поедания животными, снабдил её шипами.
- В христианской религии красный цвет розы связывают с кровью Христа, пролитой на кресте. Белую розу связывают со слезами, пролитыми Марией Магдалиной.
- Нередко красный цвет розы связывают с огнём. Известен мотив превращения пепла сожжённых христианских мучеников в красные розы. В иранской легенде о Заратустре его уложили на ложе из пепла с целью умерщвления, но пепел превратился в красные розы.
- В арабском мусульманском мифе белая роза — это пот, упавший с Мухаммеда на землю, который выступил на его пути к небу.

Роза встречается в легендах и сказках многих народов.

В иранских легендах и сказках традиционен мотив любви соловья к розе. Соловей вскрикивает, если срывают розу. Роза красна от крови влюблённого в неё соловья. Если роза выступает олицетворением юности и красоты, радующей глаз, то соловей является лучшим певцом и эталоном красоты в музыке. У литовцев есть сказка о безответной любви к красавице певца Дайнаса, который от горя утопился и превратился в соловья; только тогда красавица почувствовала к нему любовь, тоже умерла от горя и превратилась в столепестную розу, цветущую тогда, когда соловей перестаёт петь:242. В сказке Ханса Кристиана Андерсена «Свинопас» говорится:
На могиле у отца принца вырос розовый куст несказанной красоты; цвёл он только один раз в пять лет, и распускалась на нём всего одна-единственная роза. Зато она разливала такой сладкий аромат, что, впивая его, можно было забыть все свои горести и заботы. Ещё был у принца соловей, который пел так дивно, словно у него в горлышке были собраны все чудеснейшие мелодии, какие только есть на свете.
 Всё лучшее, что было у бедного принца,— розу и соловья — он подарил принцессе, сватаясь к ней. Впрочем, она этого подарка не оценила. Этот же мотив звучит и в поэзии. Стихотворения «Соловей и роза» написали Пушкин, А. И. Одоевский и Фет. У Блока в стихотворении «Соловьиный сад» хотя и не упоминается любовь соловья к розе, но розы растут в соловьином саду. У Д. В. Давыдова в стихотворении «Чиж и роза» место соловья занимает чиж. В известной грузинской песне А. Церетели и В. Церетели «Сулико» автор ищет могилу возлюбленной, его чувства подсказывают, что она превратилась в найденную им в лесу розу, проливающую слёзы в виде росы. Тоскующий влюблённый спрашивает, не она ли это, а поющий в кустах соловей ему как будто отвечает: «Это я!».
Роза в сказках — эталон земной красоты, олицетворение весны и молодости. В сказке братьев Гримм «Белоснежка и Краснозорька» одна девочка (Белоснежка) была похожа на белую розу, а другая (Краснозорька) — на красную, точно два куста роз, растущие под окном их дома. В словацкой сказке юная морская дева говорит старому королю: «Моё лицо розами цветёт, а твоя голова снегом покрыта»:242.
Розы в сказках и мифах связывают с загробным вечнозелёным садом. В немецких сказках (среди которых сказка братьев Гримм «Госпожа Метелица») и мифах добрая и работящая падчерица, прыгнув в колодец по приказу мачехи, попала в услужение к госпоже Метелице, где каждое утро перетряхивала перину, при этом на земле шёл снег. За работу девушка была осыпана золотым дождём, у неё изо рта падали куски золота, слёзы превращались в жемчужины, а из-под ног вырастали свежие розы. Злая и нерадивая родная дочь мачехи вместо награды была перемазана сажей и смолой, изо рта у неё падали змеи и жабы. А. Н. Афанасьев связывал госпожу Метелицу в подобных сказках с облачными богинями Хольдой (Гольдой) и Перхтой (Бертой), жилищем которых, по представлениям многих народов, был глубокий колодец, ведущий не вниз, а вверх, в небо. Там вечный сад, где цветут розы зори и яркие цветы молний, зреют золотые яблоки. Туда попадают души неродившихся младенцев и умерших. В сказках о Хольде в её царство попадают две души: одна бескорыстная и добрая, другая жадная и злая. Добрая водворяется в область света и становится золотой, освеченной солнцем, она попадает туда, где восходит золотое солнце, небо окрашено розовыми красками рассвета и выпадает роса-перлы, а злая попадает в область демонов, тьмы и ненастья, то есть туда, где снег и дождь:90—93. В христианской религии Святой Пётр разбрасывает «розы рая», приглашая в рай праведников.
В некоторых сказках используется способность шиповника образовывать непроходимые заросли. В сказках братьев Гримм «Шиповничек» и Шарля Перро «Спящая красавица» описывается один и тот же сюжет, в котором принцесса или просто красавица засыпает по желанию злой колдуньи на много лет и просыпается в назначенный час (по велению судьбы), когда её находит принц, пробравшийся через непреодолимые для других людей заросли терновника или шиповника.
В германской традиции роза принадлежит гномам, карликам и феям и находится под их защитой. В Германии галл, образующийся на диком шиповнике в виде моховидного круглого нароста, называют Schlafapfel — «сонное яблоко». Существует поверье, что если положить «сонное яблоко» под голову, то человек будет спать, пока галл не уберут. Чтобы предохранить дом от несчастий, галл втыкают за кухонные балки. Это поверье связано с существующими у разных народов мифами об убийстве бога-солнца (и наступлении зимы) стрелой, изготовленной из чужеродного растения-омелы:147.

### в музыке
Ф. Шуберт сочинил музыку к песням «Гирлянда роз» на слова Ф. Клопштока, «Роза» на слова Ф. Шлегеля и «Дикая роза» на слова неизвестного поэта, Р. Вагнер — к песне «Роза» на слова П. Ронсара. А. А. Алябьев написал романс «Роза» на слова С. Ф. Толстой. М. И. Глинка написал песню «Где наша роза» на слова А. С. Пушкина, а А. С. Даргомыжский — к песням «О дева-роза, я в оковах» на слова Пушкина, «О, счастливица ты, роза» и музыку для дуэта «Дева и роза» на слова А. А. Дельвига. М. А. Кузмин написал романс «Дитя и роза».
Р. Штраус написал музыку к комической опере «Кавалер розы» («Der Rosenkavalier»). Один из красивейших вальсов И. Штрауса называется «Розы с юга», или «Южные розы» («Rosen aus den Sϋden»).
Многие певцы исполняют песню «Чёрная роза», которую принято считать народной, хотя автором её слов (позднее изменённых) является А. Б. Кусиков, эмигрировавший в 1925 году во Францию.

### в изобразительном искусстве

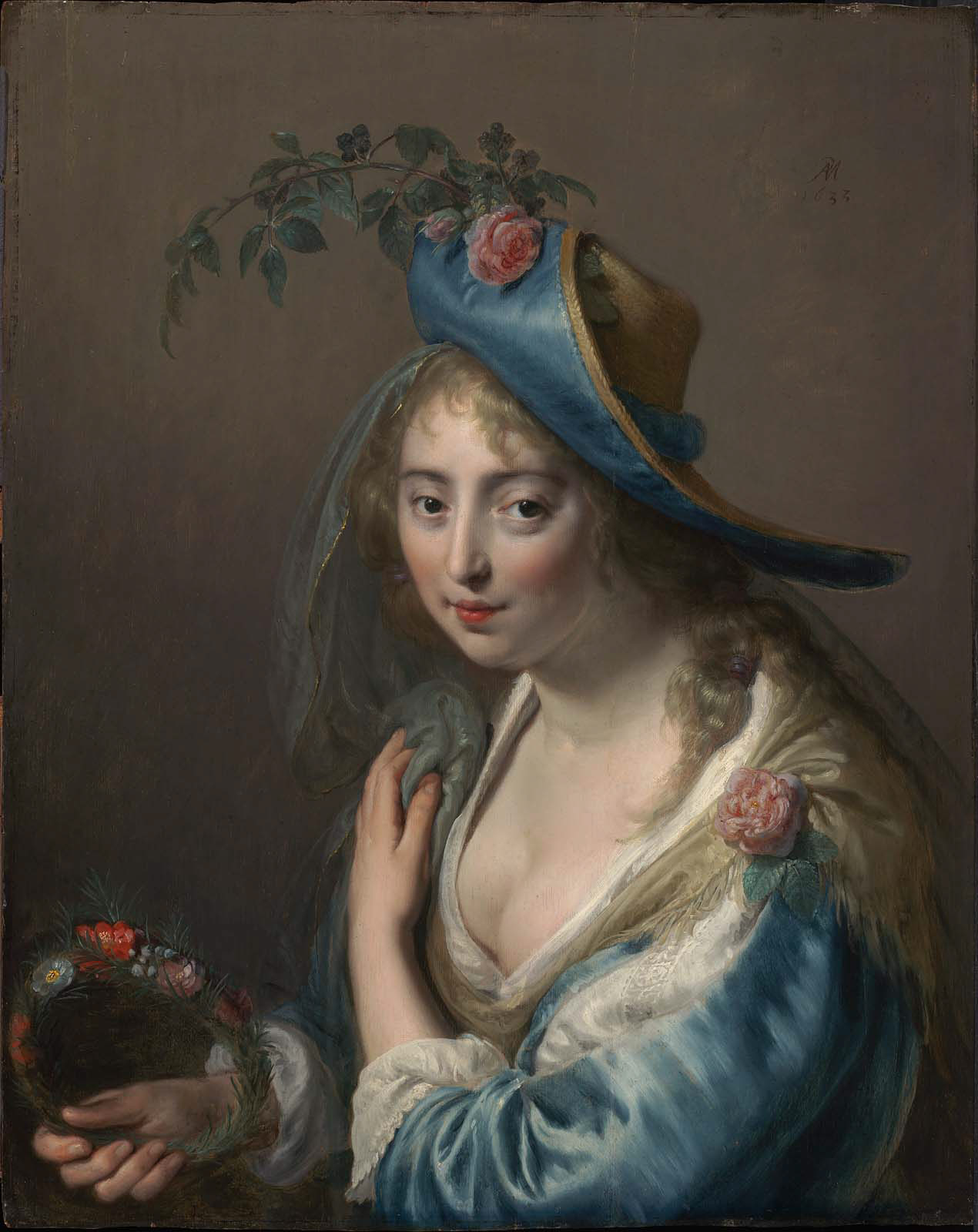
Роза на картине Паулюса Морельсе «Мифологический портрет», 1633

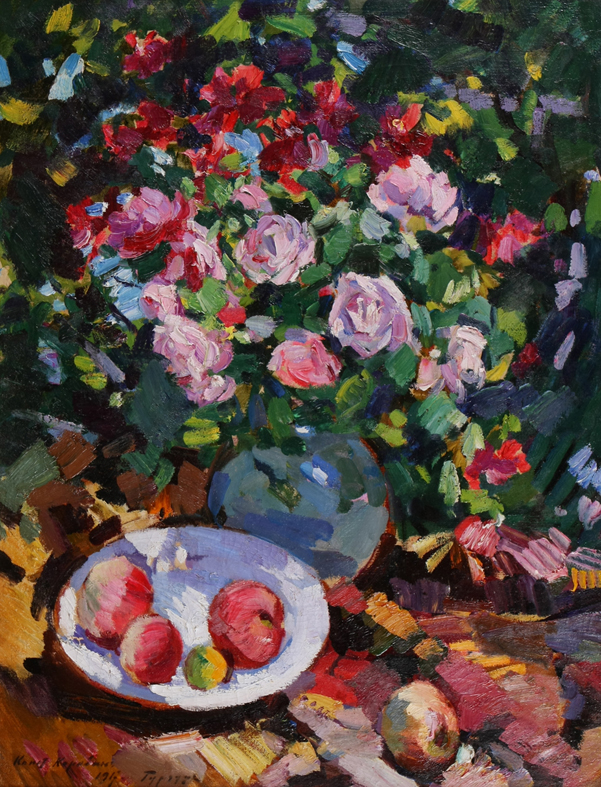
Константин Коровин Розы. Гурзуф. 1917

Роза знаменует «божественную» гармонию мироздания, служит символом святости и присутствует во многих произведениях искусства, на витражах многих средневековых храмов, на изображениях святых. В Швеции само понятие «народное творчество» называется rosemalning, то есть «живопись розы». Роза изображена на мозаике III века из Дафны, пригорода Антиохии, хранящейся в Лувре.
Изображение розы встречается в произведениях средневековой миниатюры (могольская живопись, армянская миниатюра, персидская миниатюра). Розы изображал в своих картинах Сандро Боттичелли («Рождение Венеры», «Мадонна с младенцем Иоанном Крестителем»). В барочной живописи XVII века роза стала основной частью символических натюрмортов (Франс Снейдерс, Мария ван Остервейк, Эверт ван Алст). С XVII века, прежде всего в Голландии, в отдельную отрасль искусства выделилась живопись цветов, и появились картины с розами:94. Изображение розы часто встречается на картинах Франсуа Буше. В. А. Тропинин написал картину «Девушка с горшком роз» (1850). Часто обращался к изображению шиповника М. А. Врубель («Шиповник», «Лилии и розы» и «Жёлтые розы» — 1884, «Роза в стакане» — 1904). Натюрморты с розами писали художники-импрессионисты Огюст Ренуар, Ван Гог, Эдуард Мане, Захария Аструк, из русских — К. А. Коровин. Ни один художник не сравнится по количеству картин, посвящённых крымской розе, с Константином Коровиным. На своей даче в Крыму он увлёкся написанием натюрмортов, среди которых главное место занимали розы. Он писал букеты роз в различных вазах, на фоне моря или в плетёном кресле, иногда рядом с ними возникала стройная женская фигура. Несмотря на то что розы были в основном однотонные, художник улавливал малейшее изменение тонов при изменении освещения. Иногда в отсутствие живых роз Коровин писал бумажные розы.
Известен своими рисунками роз из розария Жозефины Богарне французский художник и ботаник Пьер-Жозеф Редуте. В 1817 году им была издана книга «Розы» с акварельными иллюстрациями. Ботанические иллюстрации роз Редуте были в то время значительным явлением не только для науки, но и для искусства.
Наиболее древний элемент растительного орнамента — розетка — представляет собой стилизованное изображение цветка, который может быть ромашкой, маргариткой и т. д., при виде на него сверху. В персидских орнаментах, пришедших на смену древнеегипетским, ассирийским и вавилонским, появилось изображение цветка шиповника. В более позднем исламском растительном орнаменте очень часто встречаются изображения розы и плодов граната, символизировавших райскую жизнь. Роза стала элементом орнаментов в Европе начиная с позднего Средневековья. Изображение растительных орнаментов, в том числе и розы, на коврах пришло в Европу с Востока и так же старо, как и сами ковры. Подобные орнаменты изображались на стенных коврах, производившихся на фабрике братьев Гобеленов в Париже, получивших по их фамилии своё название. А уже с гобеленов изображение розы перешло на бумажные обои.
С Востока в Средние века пришёл в Европу обычай наносить растительные орнаменты с красивыми цветами на одежду и ткань. Наибольшего расцвета этот обычай достиг в эпоху барокко, когда стали наносить на ткань крупные рисунки цветов, а также покрывать платья сверху донизу вышивками.

### в архитектуре

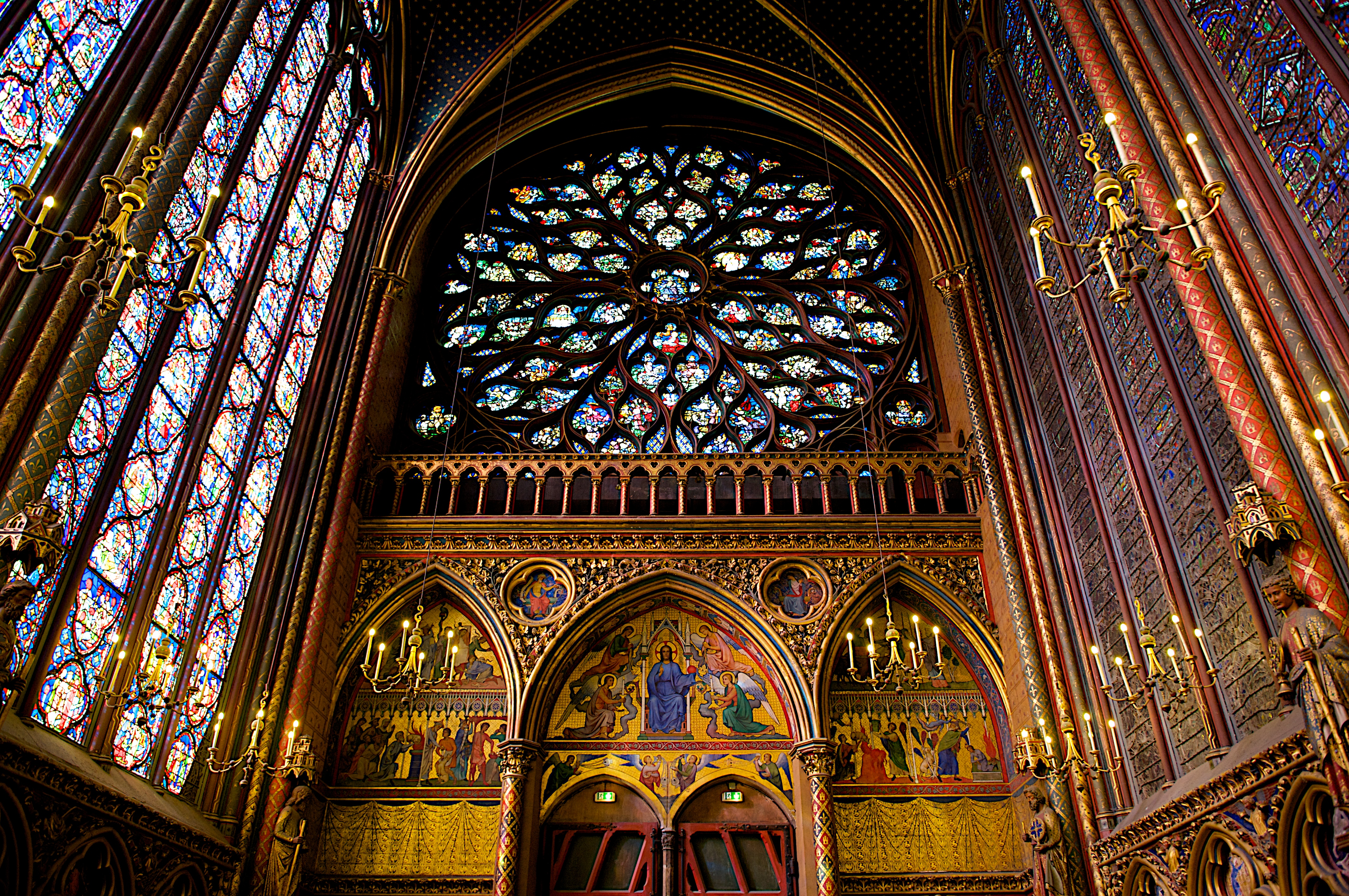
Роза капеллы Сент-Шапель

Розетка — основной и древнейший элемент стилизованных орнаментов в архитектуре. Розетка найдена в развалинах дворца в Ниневии и до сих пор является излюбленным украшением архитектуры всех стилей:91.
Розой называют круглое окно с переплётом в виде радиальных лучей в постройках романского и готического стилей XII—XV веков. Великолепная по изысканному рисунку роза украсила в XV веке святую капеллу Сент-Шапель в Париже, являющуюся вершиной готического искусства в архитектуре. Большой известностью пользуется роза в северном поперечном нефе Шартрского собора. Точки пересечения квадратов и окружностей переплёта этого окна определяются рядом Фибоначчи, пропорцией, связанной со многими структурами растительного мира, в том числе и с цветками розы.
В период готики был создан (вернее сконструирован с помощью линейки и циркуля) тип ажурного орнамента, получившего названия масверк, одним из элементов которого была роза. Большое место в готике отводилось растительному орнаменту, особенно часто использовались колючие растения, часто изображались листья и цветы шиповника. Изображение розы дамасской, выполненное с точностью до мельчайших подробностей, мы можем увидеть на бронзовой двери во входе во флорентийский баптистерий, выполненную Гиберти в период с 1403 по 1424 годы.

### в прикладном искусстве

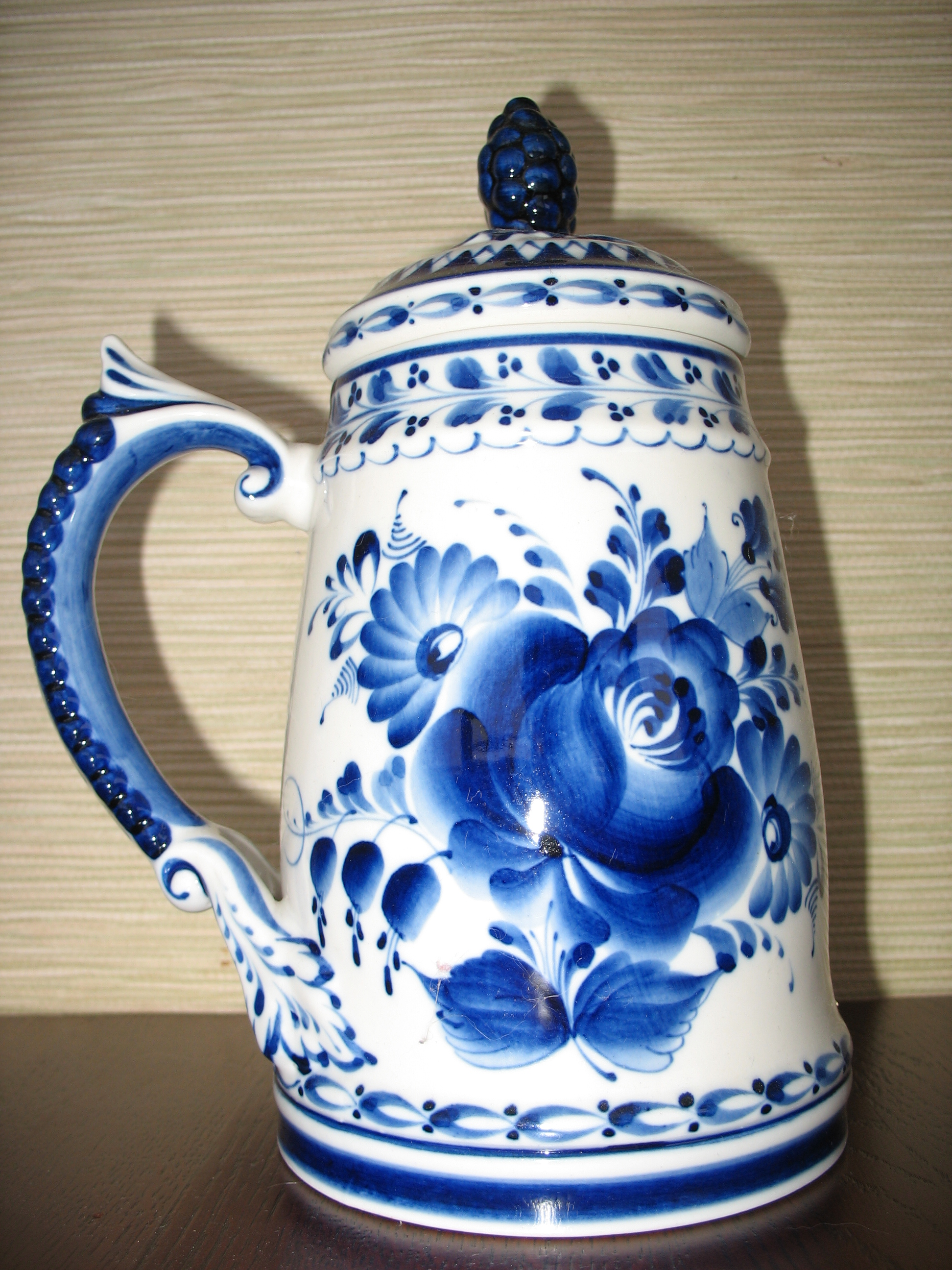
Роза на изделии гжельских мастеров

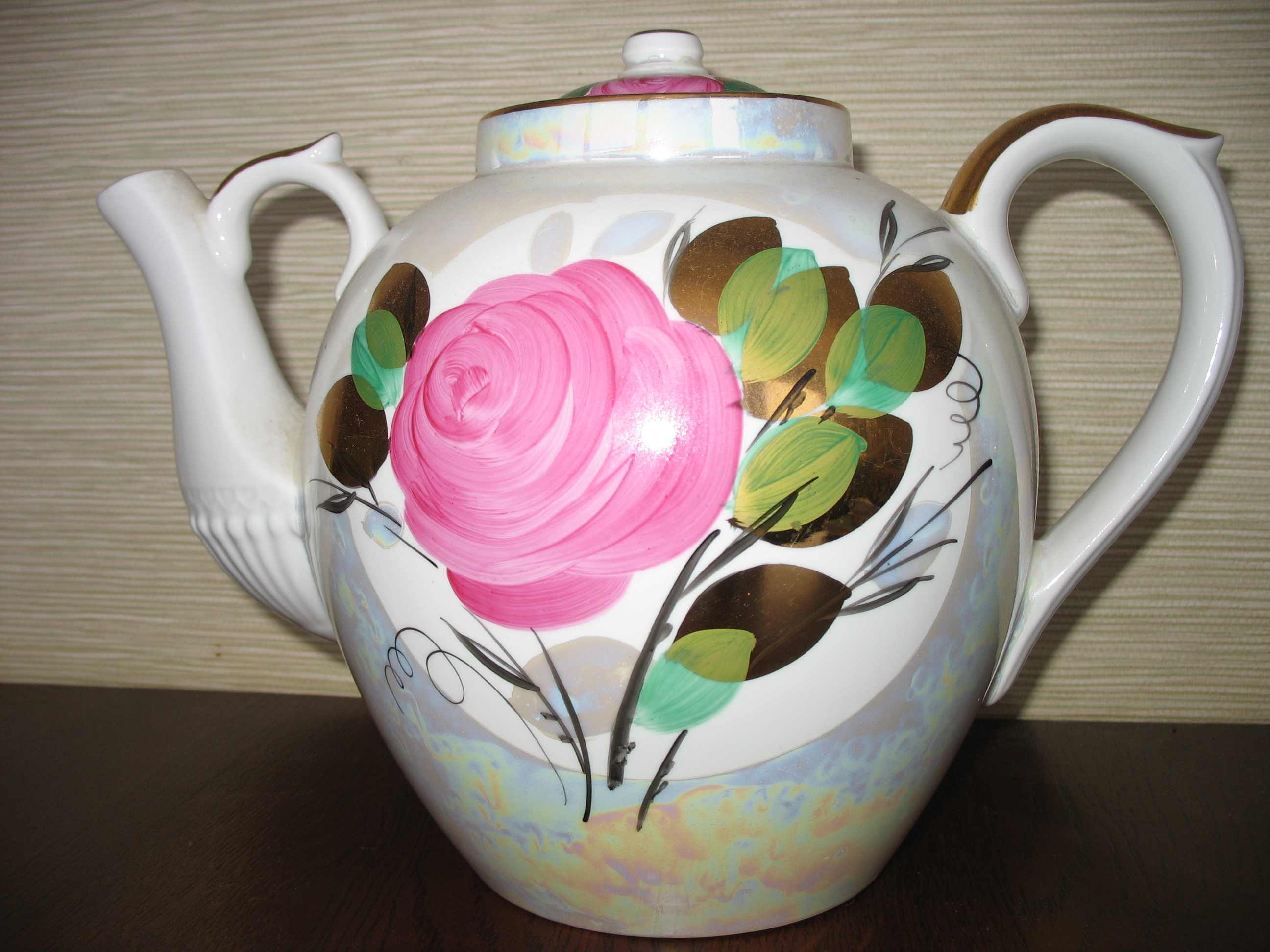
Чайник «Роза» Дулёвской фабрики

Роза с античных времён использовалась в росписи керамических изделий. В Древней Греции и Древнем Риме в качестве рисунка выбирались мифологические сцены, но уже и в них присутствовали цветы. Как правило, это были одиночные цветы. На керамическом медальоне 510—500 года до н. э., хранящемся в археологическом музее во Флоренции, изображён летящий Эрот с цветком розы в руках.
Роза является неотъемлемой частью изделий мастеров русских народных художественных промыслов (жостовская роспись, гжель, хохлома, городецкая роспись), украинской петриковской росписи. Особый приём изображения розы в жостовской лаковой росписи на металлических подносах называется «тагильской розой», так как впервые этот промысел возник в Нижнем Тагиле. В центре подноса принято рисовать розу или другой крупный садовый цветок, а также и шиповник. Гжельская роза является визитной карточкой гжельской подглазурной кобальтовой росписи. Производством фарфоровых изделий в технике гжель занимался Дулёвский фарфоровый завод, находящийся в городе Ликино-Дулёво. Дулёвцы переняли традиционную манеру росписи посуды розами у гжельских мастеров, но в дулёвской розе присутствуют вместо одного синего в основном четыре цвета и золото, а фирменная дулёвская роза розово-пурпурная. Дулёвскую розу называют «агашкой» по наиболее распространённому имени мастериц, занимавшихся ручной росписью изделий Дулёвской фабрики. Городецкая и петриковская роспись — это роспись деревянных изделий, хотя первоначально петриковская роспись использовалась для украшения стен. Основные композиционные мотивы петриковской росписи — декоративные панно, напоминающие мануфактурные ковры XIX века. В ней преобладает растительный орнамент, в котором часто присутствует роза. В городецкой росписи также часто используется растительный орнамент, а основным материалом является темпера. Роза рисуется схематично в своеобразной манере письма.
На фарфоровом заводе Юсупова в Архангельском в 1824—1827 годах была выпущена серия тарелок «Розы» с рисунками роз, выполненными точно по иллюстрациям Редуте. Десертный сервиз с рисунками роз из коллекции Жозефины и шиповников хранится в Розовом павильоне Павловского дворца. Он был подарен вдовствующей императрице Марии Фёдоровне в 1820 году супругой императора Александра I и назван «Сервизом Розового павильона».
Роза стала элементом растительно-геометрических орнаментов украинской народной вышивки с XVIII века, а с XX — элементом растительно-натуралистичных орнаментов. Если в первом случае использовалось стилизованное изображение розы, то во втором — натуралистичное:68—72. Излюбленный сюжет торжокского золотного шитья (вышивки золотыми нитями) — ветка розы с цветками, бутонами и листьями. Распространению среди простого народа Украины и России вышивки розы крестом в конце XIX века способствовала мыловаренная компания «Брокар и К°», продукция которой в это время имела большую популярность и заворачивалась в упаковку с напечатанными схемами вышивки. Мотивы украинской вышивки близки вышивке народов Южной Европы. Особое место во всех русских народных росписях и вышивках занимала купавка, или купальница. Это название держалось до середины XIX века, то есть до появления в России французских садовых роз, а позднее этот элемент стали называть «розаном» или «розой» за сходство с настоящей розой.
Роза, или «рожа» присутствует на традиционных «писанках» Украинского Полесья:119—120.
В альпийских странах в XVI—XVII веках существовал обычай расписывать сундуки, служащие приданым невестам, цветущими ветвями роз и виноградом:94.
Приём огранки драгоценных камней называется огранкой розой, при этом различают голландскую розу, антверпенскую розу, полуголландскую розу, двойную голландскую розу и другие.
Роза является настолько ярким символом, что даже в математике кривую назвали розой.

### в нумизматике

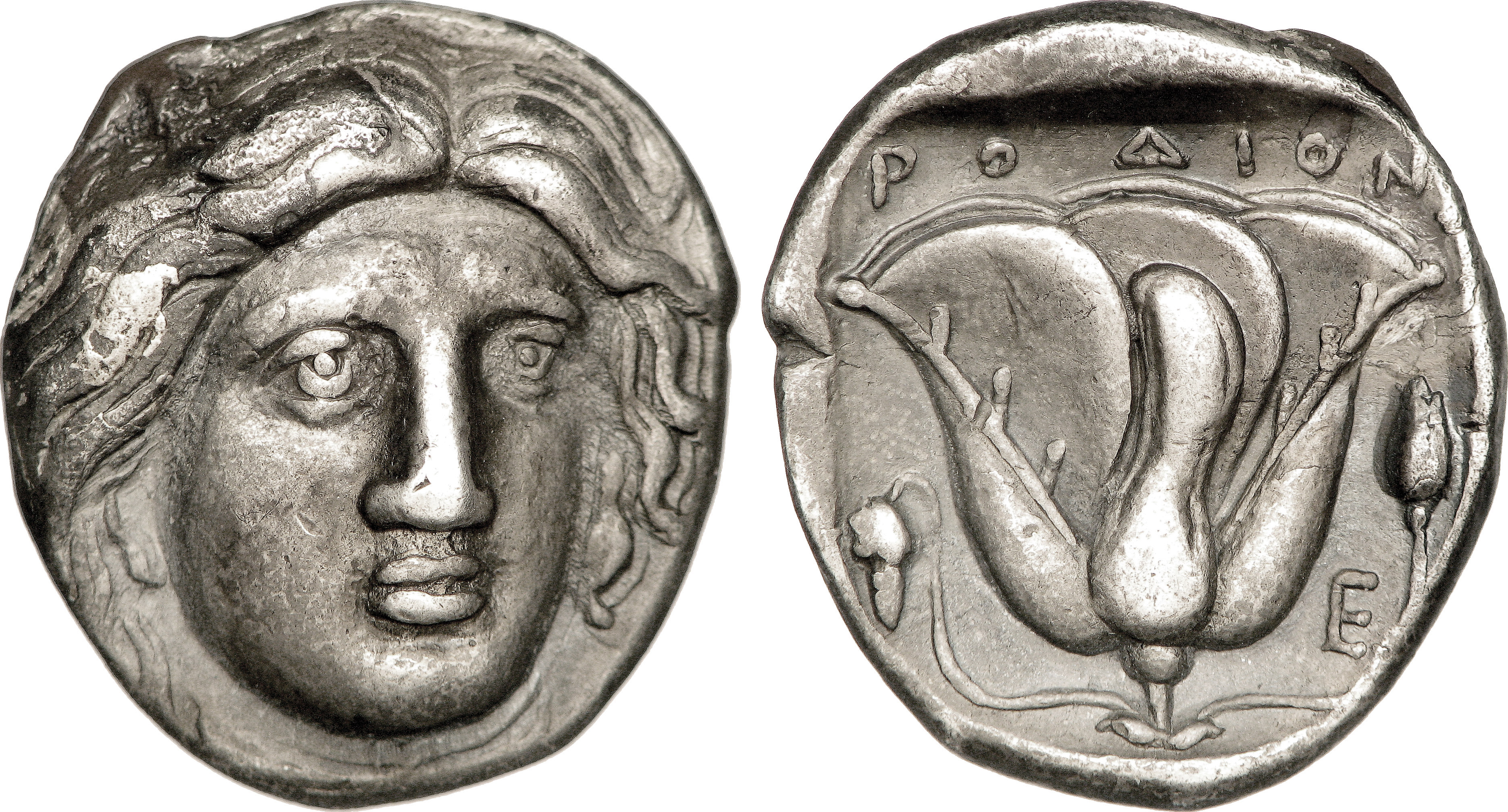
Роза на реверсе монеты острова Родос

Изображение розы встречается на серебряной монете острова Родос, датируемой 500—400 годом до н. э. Богиней острова считается нимфа Рода, жена Гелиоса, согласно древнегреческой легенды основателя острова. Символом Роды была роза, от её названия и произошло имя Роды, а имя богини в свою очередь дало название острову.
На одной из редких российских серебряных монет чеканки 1736 года достоинством в один рубль изображена Анна Иоанновна с цветком розы в руке. Штемпель для неё был изготовлен И. К. Гедлингером.

### в геральдике
С XII века роза была введена в геральдику и стала одним из наиболее устойчивых её знаков. Роза в геральдике могла быть золотого, серебряного, красного, белого и даже синего цвета. В геральдике используется стилизованная дикая роза, имеющая пять лепестков. Она может изображаться с шипами и сердцевиной, может быть истинной, то есть изображаться с чашелистиками и золотой сердцевиной. Роза может быть также с ветвью и листьями. В России в XVIII—XIX веках применяли не стилизованную, а натуральную розу. Значительно более раннее использование розы на острове Родос в качестве эмблемы (изображение на монетах, печатях, медалях и т. д.) можно отнести к зарождающейся государственной геральдике и поэтому розу можно считать одной из наиболее древних геральдических фигур.
- В Англии красная роза была эмблемой Ланкастеров, а белая — враждовавшей с ней династии Йорков (Война Алой и Белой розы). После примирения этих династий роза появилась в гербе короля Англии Генриха VII, а в дальнейшем стала традиционной геральдической фигурой в Англии, так называемой Розой Тюдоров. Превращение розы в английскую эмблему произошло после крестовых походов и участия в них короля Ричарда Львиное Сердце. Ещё больше роза в качестве эмблемы укрепилась в Англии после того, как папа Римский дважды дарил золотую розу английским королям. Роза Тюдоров с настоящее время — полуофициальная эмблема Англии[202]. Изображение розы можно увидеть на гербах и флагах графств Хемпшир, Ланкашир, Лестершир, Йоркшир, Саут-Йоркшир, Северный Йоркшир, Уэст-Йоркшир, Камбрия, Нортгемптоншир.
- Три красные розы изображено на гербе и флаге города Розендал в Нидерландах.
- Три красные розы изображены на гербе французского города Гренобль.
- Красная роза является эмблемой национальной сборной Англии по регби.
- Алая роза — эмблема Социалистического интернационала и входящих в него партий. Она изображается натуральной и по форме и по цвету вместе с ветвью. Отдельные партии варьируют эту эмблему, изменяя число листьев, размер и видимое число лепестков. Шведская социал-демократическая партия изображает розу алым контуром, вписанным в круг[202].
- Английская роза, наряду с репейником (Шотландия) и нарциссом (Уэльс), изображена на государственном гербе Канады в ногах у щитодержателей, указывая тем самым, какие государства заложили основу канадского государства[202].
- Цветущий шиповник изображён на гербе канадской провинции Альберта.
- На гербе Финляндии изображено девять белых роз[202].
- Четыре белые розы присутствуют на гербах ленов Эребру и Эстергётланд в Швеции.
- Белая роза является компонентом эмблемы лютеранства — Роза Лютера.
- Один из известнейших петроглифов долины Камоника за сходство с цветком был назван камунской розой. Стилизованная камунская роза стала символом Ломбардии и изображена на её флаге.
- Роза, распускающаяся на кресте — эмблема ордена розенкрейцеров.
- Роза изображается на гербах династии баронов Розенов, берущей начало с XIII века.
- Герб и эмблема семьи Розенбергов — красная пятилепестная роза в серебряном обрамлении.
- Стилизованная жёлтая роза изображена на гербе Красносельского сельского поселения Краснодарского края и указывает на то, что почти все жители поселения занимаются разведением роз.
- На гербе города Северодвинска Архангельской области изображён червлёный цветок шиповника. Существует мнение, что цветок шиповника символизирует гребной винт АПЛ и, кроме того, это цветок-символ первого названия места на месте будущего города Северодвинска — «Розовый». Так назвали остров Ягры участники английской экспедиции Ричарда Ченслера в 1553 году, из-за удивления при высадке на берег многочисленностью кустов шиповника

|                                                                                                  |  |  |  |  |
| Слева направо: роза Тюдоров, герб Розенов, роза Лютера, эмблема СЦДПР, герб города Северодвинска |  |  |  |  |

### Роза как национальный цветок
- Роза является национальным цветком США[202][227] с 1986 года[228]. Кроме того, роза является национальным цветком штатов США: Rosa arkansana — Айовы с 1897 года и Северной Дакоты с 1907 года, роза гладкая (Rosa laevigata) — Джорджии с 1916 года и роза вообще — Нью-Йорка с 1955 года. Сорт розы 'American Beauty' является национальным цветком Вашингтона[229]. Шиповник иглистый — национальный цветок канадского штата Альберта с 1930 года[230].
- Роза — национальный цветок Англии, шиповник собачий — графства Хэмпшир[231], красная роза — графства Ланкашир. Красная роза стала национальным цветком графства Ланкашир со времён средневековья, когда Ланкастеры выбрали её в качестве геральдического знака[232].
- Роза является символом и полуофициальной эмблемой Болгарии[202][233].
- Роза китайская является символом Пекина[202][234].
- Роза Rosa polyantha с 1985 года является национальным цветком Мальдивских островов, хотя она там не растёт, а импортируется из Шри-Ланки и Индии[235].

### Традиции, связанные с розой

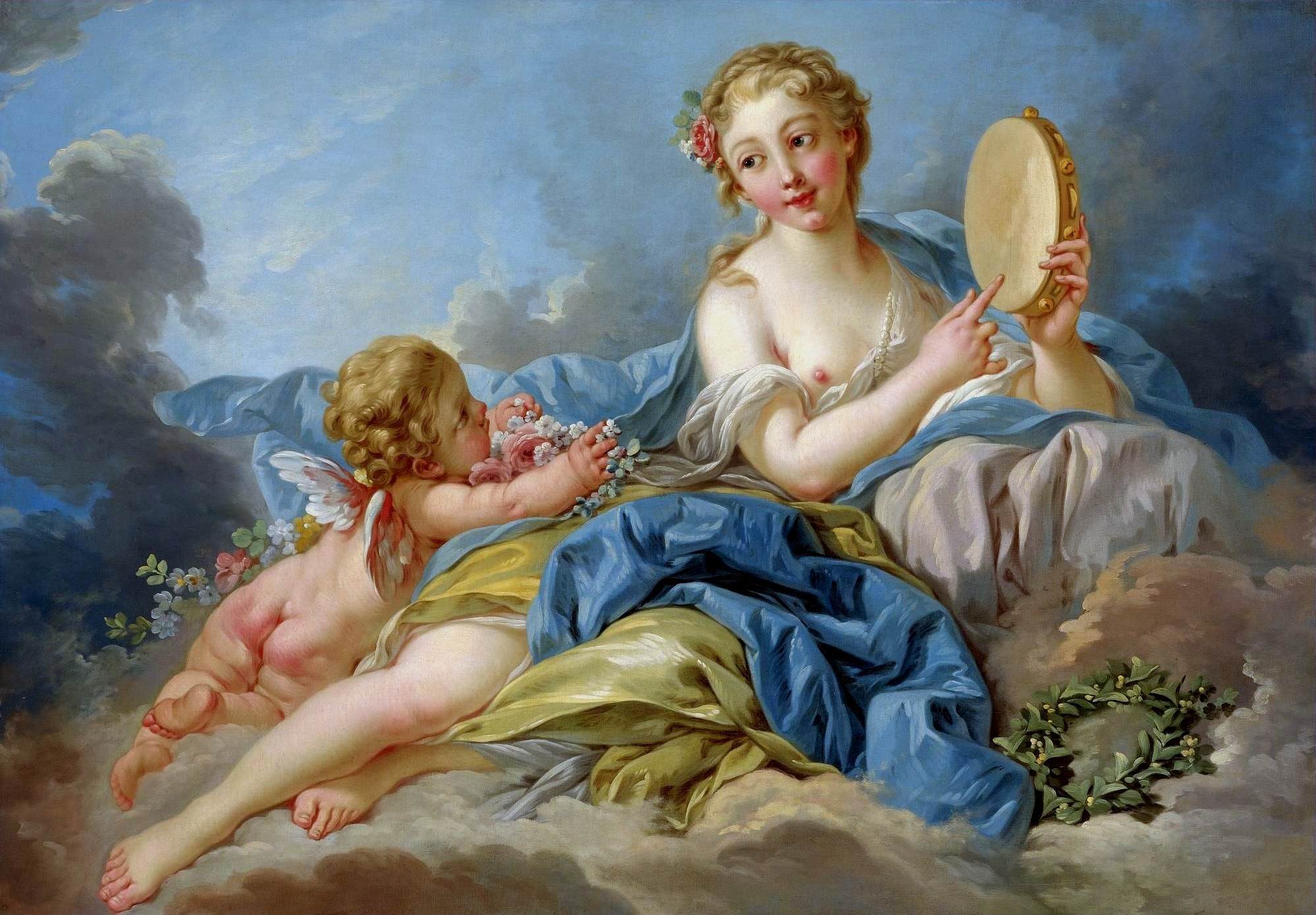
Франсуа Буше. Терпсихора. 1739

Праздник розы — Розалий — в Древнем Риме известен с I века, отмечался в середине мая, во время цветения роз. Это был праздник поминовения умерших, когда на могилу принято было класть розы. Позднее у народов Средиземноморья (в Испании, Италии и Южной Франции) весенне-летний праздник Троицы (пятидесятницы) назывался «розовым воскресением» (domenica rosarum, pascha rosata и т. д.). В более северных странах (Голландии, Бельгии, Южной Германии и Австрии) этот праздник был передвинут на конец июня — начало июля и совмещён с Петровым днём. До сих пор у болгар и македонцев после Троицы отмечаются русалии, или русальницы. У русских тоже после Троицы праздновалась русальная неделя или проводы русалки. От название этого праздника и происходит русское слово «русалка».
Роза используется на Балканах в различных обрядовых действиях в день Святого Георгия, знаменующего приход весны и пробуждение природы. В обряде первого доения подойник украшается бутоном розы дамасской или шиповника собачьего:31. Роза используется в ритуале отгона от скотины и дома злых сил, что связано с колючками розы и её свойством оберега. Жертвенного ягнёнка режут под кустом розы:77. Способность розы, наряду с другими растениями, каждый год возрождаться, расти, цвести и плодоносить переносится на людей, которые с ней контактируют. С целью сохранить и приумножить здоровье болгарские девушки моются под кустом розы:160 или оставляют под ним воду накануне Юрьева дня, которой в Юрьев день моют волосы, чтобы «коса у девушки была розова и красива, как роза»:157.
П. И. Мельников-Печерский в романе «В лесах» привёл описание празднования на Руси дня Ивана Купала, посвящённого языческому богу солнца Яриле. Во время этого праздника шиповником, наряду с другими колючими и жгучими растениями, накрывался хворост, приготовленный для праздничного костра.
Южные славяне опускали в воду для купания новорождённого колючки боярышника и шиповника, чтобы сделать её защитой для ребёнка.
Шестое июня у русского народа назывался днём свобориного дерева, с этого дня зацветал шиповник и начиналось лето.
Первое октября — Евмен-день, или день Арины-шиповницы. В этот день собирали шиповник. Собранный в это время шиповник считался наиболее полезным.
23 апреля в Испании празднуется День Святого Георгия, который ещё называют Праздником розы и книги. В испанской версии легенды о Святом Георгии говорится о том, что из капли крови дракона, убитого Георгием, выросла алая роза, которую Георгий подарил принцессе. В этот день принято дарить девушкам алые розы, а юношам книги.
Особым почётом пользуется роза в Болгарии, где издавна её выращивали для получения розового масла. В Болгарии ежегодно 21 мая (по очереди в городах Казанлыке и Карлове) устраивается Фестиваль Розы, на котором выбирается Королева Роз.
Фестивали роз проводятся и в других странах. Наибольшей известностью пользуется ежегодный Фестиваль роз в городе Портленде (штат Орегон, США). На нём также выбирается Королева Роз. Празднуется он начиная с 1907 года, а начало разведению роз в штате было положено в 1837 году, когда первый розовый куст был преподнесён в качестве свадебного подарка.
В чешском городе Чески-Крумлов со времён средневековья в замке Розенбергов ежегодно 17 июня проводится праздник пятилепестковой розы.
С розами связан и праздник Вардавар в Армении. Обычно название праздника связывают с корнем вард — «роза», и оно означает «праздник роз».
30 августа в Латинской Америке и 23 августа в Европе католики празднуют День Святой Розы. Этот день отмечают все женщины, чьи имена связаны с розой, как свои именины.
Возрождён существовавший с античных времён обычай сыпать лепестки роз на голову жениху и невесте. По существовавшему в XIX веке в России обычаю невесту украшали венком из померанцевых цветов и цветов мирта, букет из таких же цветов дарил невесте перед свадьбой жених или шафер, за неимением их — из белых роз или ландышей.

### Роза в топонимах
Существует множество топонимов, связанных с розой. Наиболее известные из них:
- Санта-Роза и Санта-Роса — распространённые топонимы в честь Святой Розы Лимской в Латинской Америке.
- Монте-Роза — горный массив, часть Пеннинских Альп.
- Розенхайм — старинный город в Баварии, известный своим ботаническим садом.
- Гулистан — множество топонимов иранского происхождения, в том числе центр Сырдарьинской области Узбекистана.

## Роза в других видах устного народного творчества

### В пословицах и поговорках

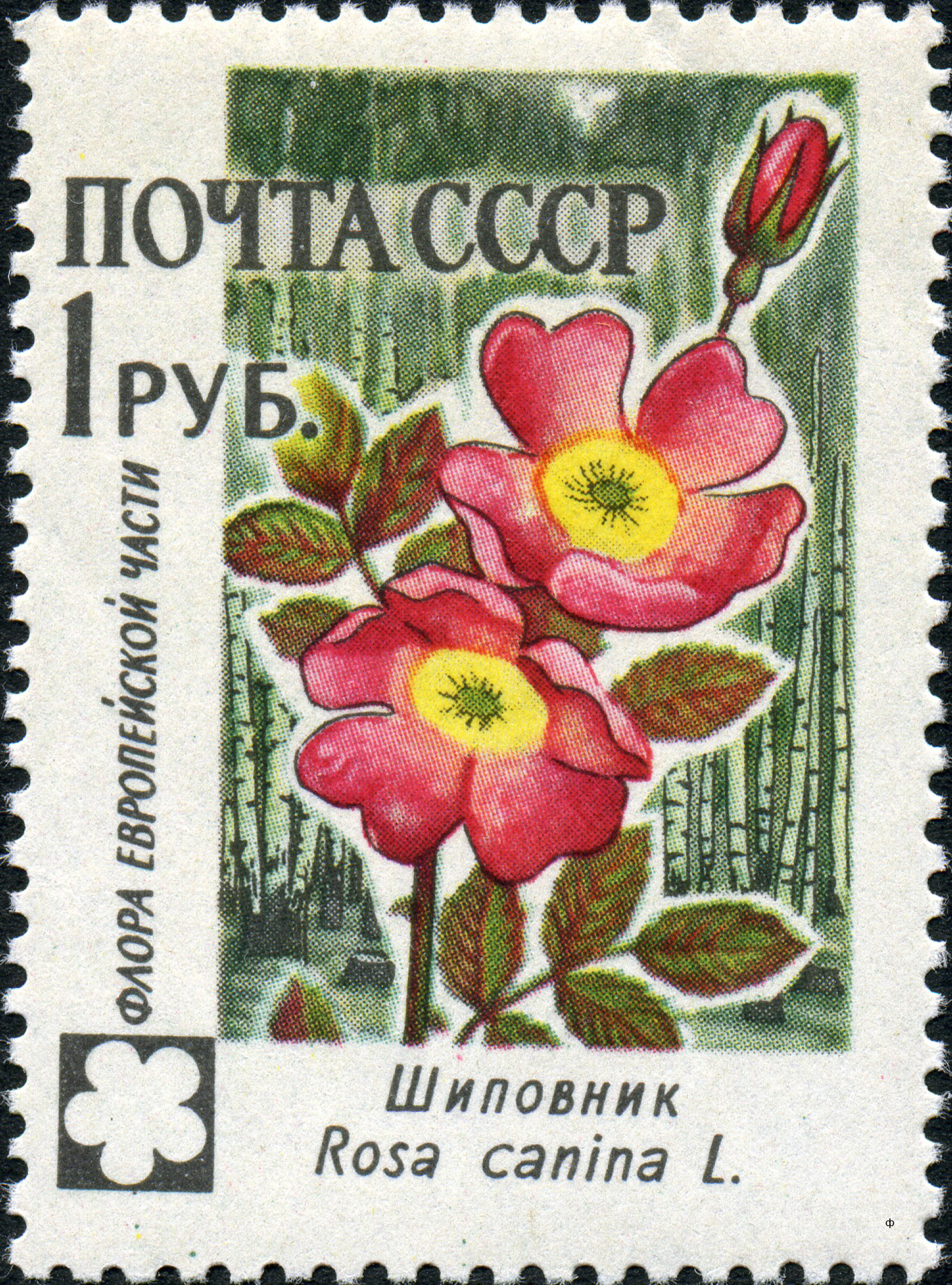
Почтовая марка СССР, 1960 год

Пословицы многих народов противопоставляют красоту цветков розы и её шипы и употребляются в том смысле, что всё привлекательное имеет и недостатки:
- «Нет розы без шипов» — в русском, английском (There is no rose without a thorn), французском (Il n’y a pas de rose sans épines), турецком языках;
- «Кто розы собирает, не боится шипов» — в азербайджанском и крымскотатарском языках;
- «Кто любит розу, любит и шипы» — в узбекском и армянском языках;
- «Не бывает розы без шипов, жемчужины — без раковины» — в узбекском языке;
- «Где бы ни была роза, рядом с ней всегда шип» и «Роза — друг шипа» — в персидском языке;
- «Нет розы без шипов, нет мёда без яда» — в туркменском языке;
- «Нет розы без шипов и любви без соперников» — в курдском языке.

Другие поговорки имеют противоположный смысл — во всём плохом может быть и что-то хорошее:
- «Из шипов выходят розы» — в арабском языке;
- «Мать его — лук, отец — чеснок, а сам вырос розовым вареньем» — в турецком языке.

Третьи используют нежность розы и её аромат:
- «Что твёрже камней? Человек! Что розы нежней? Человек!» — в персидском языке;
- «Человек твёрже камня и нежнее розы» и «Что понимает буйвол в аромате розы?» — в пуштунском языке;
- «Чужая роза не пахнет» — в турецком языке;
- «Законченное дело пахнет розами» — в туркменском языке;
- «Тот, кто не умеет быть благодарным, не станет благоухать, даже если его осыпать сотней лепестков роз» — во вьетнамском языке.

Во французском языке существует множество выражений с участием розы. Если Вы хорошо выглядите, говорят, что Вы «свежи, как роза» — fraîche comme une rose. Если французы сомневаются в чей-то гигиене, они скажут, что он «не пахнет розой» — il ne sent pas la rose. «Сентиментальная история» по-французски — «история в розовой воде» — histoire dans l’eau de rose. Выражение «открыть все тайны» по-французски означает «найти горшочек роз» — decouvrir le pot aux roses.

### В загадках
Загадки в русском фольклоре:
- Стоит колюка на вилах, одета в багрянец; кто подойдёт — того кольнёт.
- Стоит древо ханское, платье шамаханское, цветы ангельски, когти дьявольски.
- Стоит кустик зелёный, тронешь — укусит.
- Сидит на палочке в красной рубашечке, брюшко камешками набито[249].

В сербохорватском фольклоре: «Сви царићи у црвено, сам цар у зелено», что можно перевести как «Все царевны в красном, а сам царь в зелёном».

### В песнях
В русских народных песнях встречается мотив «посте́ли для старого мужа», которую молодая жена стелет из крапивы и шиповника. Подобные песни зафиксированы в Пермской и Курской губерниях, в Тверской области, а также в Вятской губернии:
Я старому сноровлю,
Сноровлю, сноровлю:
Постелюшку постелю,
Постелю, постелю, —
В три рядочка кирпичу;
В четвёртый шипицу колючую,
Колючу, колючу;
Крапиву шипучую,
Шипучу, шипучу.
О розе сочинено много народных песен. Сербская народная песня называется «Oj, ruzice rumena» — «Ой, роза румяная», болгарская — «Бяла роза» — «Белая роза», венгерская — «Видишь розу», грузинская — «Я любовалась розою», цыганская — «Две розы». На финском есть народные песни «Роза в долине» и «Роза у дороги». Орловский русский народный хор исполняет песню «В саду роза бело-розовая». Существует песня неизвестных авторов «Сорвали розу».

### В народных приметах
Началом лета фенологи считают зацветание шиповника. Шиповник цветёт — румянец года ведёт. «Шиповник, милый вестник лета…» (Н. А. Холодковский)
По цветам шиповника можно определять время: они раскрываются в 4—5 часов утра и закрываются в 7—8 часов вечера.
Земляника, шиповник, калина в цвету — к сыроежкам.
Если шиповник или роза не раскрывает свои бутоны, то это к дождю.
Отцветают розы — падают хорошие росы.

## Роза в других ботанических названиях
- Китайская роза, в отличие от розы китайской, принадлежит порядку Мальвоцветные.
- Альпийской розой (не путайте с розой альпийской) называют рододендрон, который относится к порядку Вересковые.
- Если предыдущие растения получили название «роза» за свои красивые цветки, то иерихонская роза — за форму самого растения. Она относится к порядку Капустоцветные.
- Каменная роза относится к порядку Камнеломковые. Листовая розетка этого растения напоминает розу, а прилагательное «каменная» указывает на его способность расти на скалах.

## Классификация

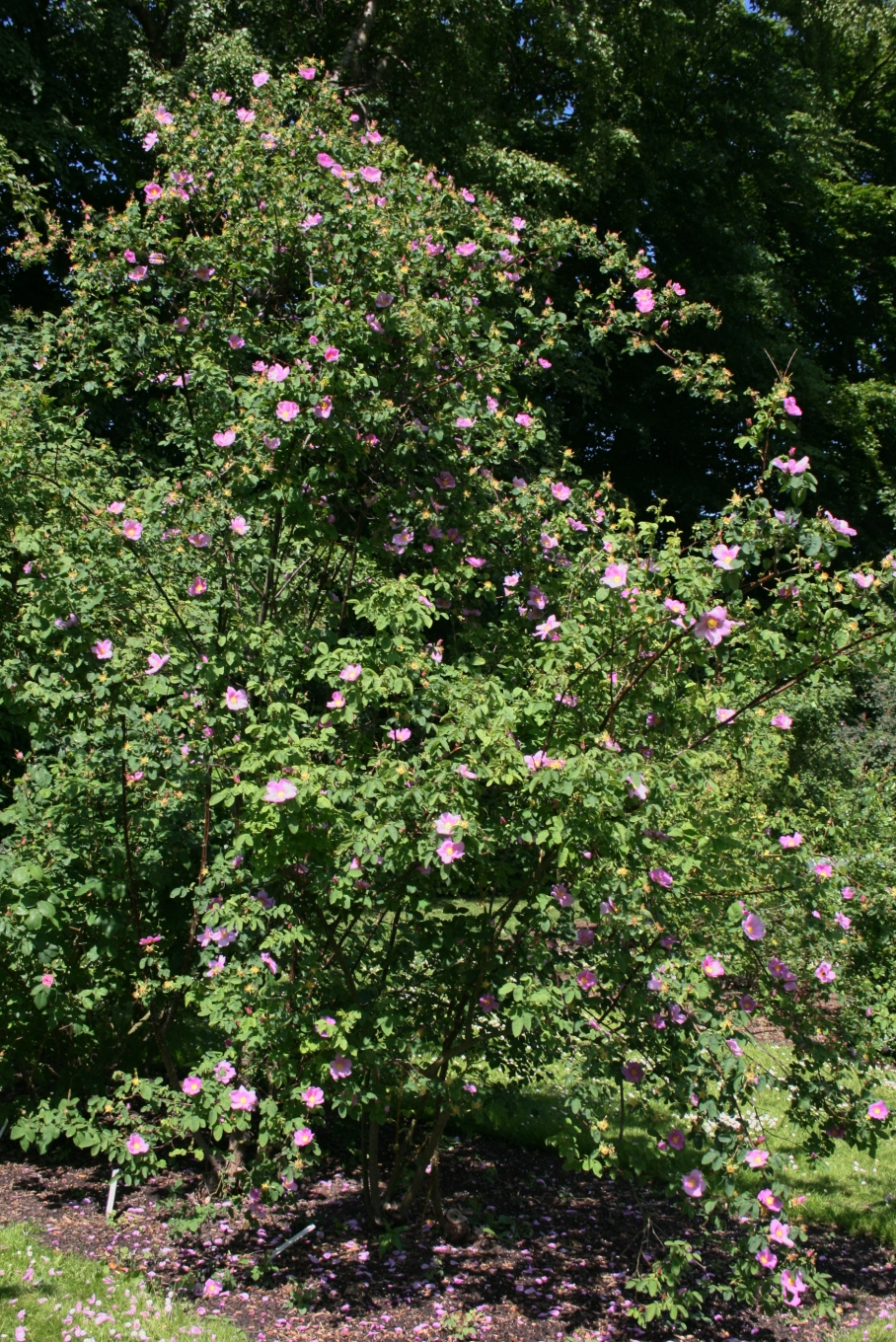
Шиповник майский (Rosa majalis).
Общий вид цветущего растения в лесу, обычном месте обитания шиповника

В связи с широко распространённой природной гибридизацией, видовой изменчивостью и наличием множества культурных форм систематика рода Шиповник очень сложна. Род всегда привлекал пристальное внимание ботаников-систематиков. Выпущено огромное количество работ, посвящённых шиповнику, описано множество видов и внутривидовых таксонов, но при этом существуют совершенно противоположные взгляды на объём рода, и в его систематике остаётся много неясного.
Первые указания о видовом разнообразии были даны в сочинениях Геродота и Теофраста. Плиний попытался обобщить разрозненные сведения по распространению шиповника столистного (Rosa ×centifolia). В эпоху Возрождения и позднее, вплоть до XVIII века классификация роз сводилась к разделению на дикие и культурные и дифференциации по числу лепестков в цветке. К. Линней первым обратил внимание на гибридизацию роз и связанные с ней трудности их классификации. В «Species Plantarum» в 1753 году им была предпринята первая попытка научной классификации шиповников и роз. При этом отличительным признаком вида считалась лишь форма гипантия. В таком виде классификация продержалась до начала XIX века. В 1811 году К. Вильденов обратил внимание, что шиповники отличаются ещё и по наличию шипов и желёзок, а также по их форме. Это замечание привело к возникновению к началу XX века множества новых систем, основанных больше на личных предпочтениях в выделении отличительных признаков видов, чем на наблюдениях в природе. Это привело к большим различиям в определяемом числе таксонов рода: от 12 у Линнея до 146 у Н. Серенжа.
В 1799 году вышла первая монография о розах М. Лоуренса. А в 1813 году появились сразу три классификации шиповника (Дюпона, Н. Дево и А. Декандоля). Поэтому начало научного изучения рода советские ботаники относили к 1813 году. Считается, что в это время и возникла наука о розах (их морфологии, физиологии и систематике) — родология. Декандоль первым обратил внимание на комплекс морфологических признаков цветка шиповника: характер столбиков, чашелистиков, комплекс вегетативных признаков листа и листочков, включая характер зубчатости, и это помогло очертить состав секций. Описанные им секции Pimpinellifoliae, Synstylae и Cinnamomeae признаются и в настоящее время.
Первыми исследователями рода в России были Ф. К. Биберштейн, В. Г. Бессер, Х. Х. Стевен. В их трудах была проанализирована классификация шиповников. Западноевропейские систематики рода не признавали новых видов, росших в России, и отождествляли их с западноевропейскими видами.
Современная систематика рода создавалась с учётом морфологических, географических и кариологических данных. Дикорастущие виды объединяли в секции с учётом генеалогической и морфологической общности. За основу была взята система Ф. Крепэна, которую затем усовершенствовали А. Редер и Крюссман. Крупнейший бельгийский родолог, посвятивший изучению рода всю свою жизнь, Крепэн изучил обширную коллекцию ленинградских гербариев. В дальнейшем эти гербарные образцы были заново исследованы крупнейшим родологом Нового времени Боуленгером, при этом были исправлены ошибки, допущенные Крепэном. Но оба эти родолога являлись представителями «синтетического» направления в родологии. Долгое время Крепэн, Г. Буланже, Р. Келлер не отличали индивидуальной (элементарной или разовой) изменчивости от групповой (статистической), связанной с естественным отбором. В результате этого монографами только для европейского участка ареала рода Шиповник установлены многие сотни видов, разновидностей и форм. Первая современная систематика восточноевропейских видов шиповника была сделана в 1941 году С. В. Юзепчуком во «Флоре СССР». Большую роль сыграла монография о розах В. Г. Хржановского, вышедшая в 1958 году и посвящённая диким видам шиповника, произрастающим на территории европейской части СССР, в которой дан обзор всего рода и разработана его классификация.
В XXI веке используется система, которая подразделяет род на четыре подрода: три очень маленьких подрода, состоящих из одного-двух видов и выбивающихся из общей системы (Hulthemia, Hesperhodos, Platyrhodon), и обширного подрода Rosa. Подрод Rosa содержит 10 секций и 135 видов. Наиболее изученными являются секции Gallicanae и Cinnamomeae из-за их хозяйственной ценности, так как первая из них содержит эфирномасличные, а вторая — витаминозные виды.

## Таксономия
- Rosa  L., 1753, Sp. Pl. : 491

Род Шиповник (Роза) включается в семейство Розовые (Rosaceae) порядка Розоцветные (Rosales), последовательно входящего в более крупные клады Фабиды → Розиды → Суперрозиды → Эвдикоты → Цветковые растения. Таксономическая схема в соответствии с Системой APG IV по состоянию на июнь 2024 года:
|  |                          |  |                                   |                                   |                   |  | еще 8 семейств |               |               |                                                                 |
|  |                          |  |                                   |                                   |                   |  |                |               |               | 405 подтвержденных видов и 2 505 видов, ожидающих подтверждения |
|  |                          |  |                                   | порядок Розоцветные               |                   |  |                |               | род Шиповник  |                                                                 |
|  |                          |  |                                   | порядок Розоцветные               |                   |  |                |               | род Шиповник  |                                                                 |
|  | клада Цветковые растения |  |                                   |                                   | семейство Розовые |  |                |               |               |                                                                 |
|  | клада Цветковые растения |  |                                   |                                   |                   |  |                |               |               |                                                                 |
|  |                          |  | ещё 63 порядка цветковых растений | ещё 63 порядка цветковых растений |                   |  |                | еще 116 родов | еще 116 родов |                                                                 |
|  |                          |  |                                   | ещё 63 порядка цветковых растений |                   |  |                |               | еще 116 родов |                                                                 |

### Синонимы
- Bakeria (Gand.) Gand.
- Chabertia (Gand.) Gand.
- Chavinia (Gand.) Gand.
- Cottetia (Gand.) Gand.
- Crepinia (Gand.) Gand.
- Ernestella Germ.
- Hesperhodos Cockerell
- Hulthemia Dumort.
- Hulthemosa Juz.
- Juzepczukia Chrshan.
- Laggeria (Gand.) Gand.
- Lowea Lindl.
- Ozanonia (Gand.) Gand.
- Platyrhodon Decne. ex Hurst
- Pugetia (Gand.) Gand.
- Rhodophora Neck.
- Rhodopsis (Endl.) Rchb.
- Ripartia (Gand.) Gand.
- Saintpierrea Germ.
- Scheutzia (Gand.) Gand.